# ベジータ
ベジータは、鳥山明の漫画『ドラゴンボール』および原作とするアニメ『ドラゴンボールZ』『ドラゴンボールGT』『ドラゴンボール改』『ドラゴンボール超』『ドラゴンボールDAIMA』に登場する架空のキャラクター。声優は堀川りょう（『ドラゴンボールGT』までは「堀川亮」名義）。『DAIMA』でのミニ形態は三野雄大。

## 概要
惑星ベジータの王子であり、ナッパ、ラディッツ、カカロット（孫悟空）とともにサイヤ人の数少ない生き残りの1人。フリーザによって惑星ベジータが消滅させられたときには他所の星を攻めていたため助かった。ドラゴンボールの存在を知り、反逆を企てるまではフリーザ一味の戦闘員として星の地上げなどの活動を行っていた。
フルネームは「ベジータ四世」。エイジ732年生まれ。身長164cm、体重56kg。趣味はトレーニング。食べ物の好き嫌いはなし。好きな乗り物はアタックボール。アニメ『ドラゴンボールZ』では魔人ブウ編で「ニョロニョロしたものが大嫌い」と発言している。
名前の由来はベジタブル（野菜）。

## 人物・性格
一人称は「オレ」または「オレさま」。サイヤ人の王子としての自尊心やエリート意識が非常に強く、他人の指図を受けるのを極端に嫌う。フリーザからも「もともと自分のことを敬っておらず、自分勝手だった」と言われている。自らの実力に絶対的な自信を持っているが、反面、最下級戦士の生まれでありながら様々な体験から自分より強くなった悟空（カカロット）に対しては激しいライバル意識を燃やしている。当初は、悟空のことを下級戦士で辺境惑星に送り込まれた「落ちこぼれのクズ野郎」と見下しており、同じサイヤ人でありながら地球を守ろうとする「サイヤ人の裏切り者」とも評していた。戦闘においては正々堂々とした戦いを好むが、劣勢になると星ごと相手を消し飛ばそうとするなど短気な一面を持つ。
基本的に孤高の一匹狼であり、共闘するくらいならば一人で戦って死ぬ方がましという考えも持っているが、相手との力量差があまりにも大きく、単身では歯が立たないと判断した敵についてはその限りではない（フリーザや魔人ブウ〈純粋〉など）。常により強い敵との戦闘を望み、勝利を信じると同時に死の危険を顧みない。サイヤ人としての好戦的な姿勢を貫いて動くため（強い相手と闘い勝利したいがためにセルの完全体化に協力するなど）、こうした性格が原因で危機を招き、事態を悪化させることも多々ある。戦いにおいては自身が勝利することに重点を置いているため、他の仲間が犠牲になっても意に介さないことが多かったが、地球に定住してからは心情に変化が見られ、家族や仲間を意識して戦うようになっていった。『超』で登場した第6宇宙のサイヤ人で自分を師匠と慕うキャベに対しては手厳しく接しながらも特に気にかけており、周囲も認めるほど強い師弟関係を築いている。そのキャベが消滅した際には「俺は今、最悪な気分なんだ！」と怒りをあらわにしている。
ナッパには「惑星ベジータの名前をもらうほどの天才戦士」と評されている。持って生まれた潜在的な戦闘力で階級が決まるサイヤ人の中で、上級戦士はベジータと父親であるベジータ王のみで、幼少期に王の力を超えていたと自身で発言している。子供の頃にナッパ、ラディッツのいるグループに配属された際にも、戦闘力の高さからすぐにリーダーとなっている。また、ドドリアは惑星ベジータ消滅の真相を暴露した際、天才的な腕を持つベジータをフリーザはわざわざ生かしたと語った。このように高い素質を持ちながらも相当な努力家でもあり、強くなるためには凄まじい特訓をも惜しまない。
悟空との初対決で「落ちこぼれだって必死に努力すればエリートを超えることがあるかもしれない」という言葉に「努力ではどうにもならない壁を見せる」と返しているが、この悟空の言葉は現実となり、魔人ブウ編では悟空を「自分以上の天才」と認めたうえで、「どんなに修行してもその差は埋まらなかった」と返しており、完全に立場が逆転していた。界王神界におけるブウ（純粋）との戦いでは、天才の自分と悟空との相違点を語り、悟空を「ナンバー1」と認めている。また地球侵略の攻防戦（サイヤ人編参照）で地球撤退の際に悟空から「殺すにはもったいない存在」と言われたように、悟空も実力を認めており、シリーズが進むごとにお互いの実力を認め合う良きライバルとなっている。悟空とはプライベートでは親友関係であり、家族ぐるみの付き合いとなっていた。
ナメック星編以降は地球に住み着き、ブルマの誘いを受ける形でカプセルコーポレーションで同居を始める。ベジータのブルマに対する第一印象は「下品な女」で、後に『超』などで見られる愛妻家ぶりは地球移住当初、影も形も無かった。鳥山いわく、ブルマとベジータの恋愛劇も頭の中にはできあがっているが「恥ずかしい」という理由で描かなかった。また、鳥山は「プライドを大きく傷つけられたベジータはブルマに救いを求め冷酷な性格も少しずつ変わっていきました。今ではたしかに実は（本来ならサイヤ人は家族愛が薄い種族なのに）悟空より変わった優しいサイヤ人と言えるかもしれませんね」と言っている。作中終盤になると、家族を守るために自分を犠牲にするなど、人間らしい一面が見られるようになり、息子のトランクスを鍛え上げるために特訓を付けたりしていた。ブルマはベジータについて悟空と同じで働かないと不平を漏らしたことがあるものの、妻のブルマが金持ちであるために働く必要もないようでもっぱらトレーニングに励む日々を送っている。
孤高の性格であるため地球在住後も人間関係は一部を除き希薄である。初期には天津飯からはまだ敵視されていた一方で、カプセルコーポレーションでヤムチャとは同居状態でもあった。悟空の息子である孫悟飯に対しては幼少期の戦いや、ナメック星での対立と共闘を経て、人造人間編に至るまでも「チビ」「カカロットのガキ」と呼んでいたが、セルゲームの終盤で超サイヤ人2に覚醒した悟飯に命を救われた際に初めて名前を呼び、自身を足を引っ張ってしまったことを謝罪していた。以降は悟飯のことも名前で呼んでおり、彼が高校生になってからは修行を怠って身体が訛っていることを見抜き叱咤したり、悟飯が一度ブウに殺されたと思っていた時にも「許せ…オレのせいだ…」「（ブウに対し）てめえよくも悟飯を殺しやがったな」と気にかけていた様子が見られた。『超』において「第6宇宙・第7宇宙破壊神選抜格闘試合」のメンバー選定時、悟空とベジータに続く候補には最初に悟飯の名前を挙げて「ハッキリ言って潜在能力が一番高いのはあいつだろ」と評価している。
修行の成果で高い実力を身に着けた直後はポジティブになったりと増長する面も多い。また合理的で頭脳派な面を持つほか、その戦闘はプライドや情熱に突き動かされながら繰り広げられてもいる。目標に対する一途さや気高いプライドを持つ、強く厳しい人物で、屈辱によって感じる怒りは敵に対してだけではなく自分自身にも向かう。

## 年齢
アニメや『ドラゴンボール大全集』では悟空より年上の設定。しかし、原作者・鳥山明がインタビューで参加した「みっくすSaらだα」の同人誌『みんな愛のせいね3』で、ベジータについて「アニメの方では違ってんだけどぉ。ちなみにベジータは、悟空よりずっと若いつもりで僕は描いてるし、でも今度アニメででるやつ（アニメスペシャル・バーダックのお話）は、悟空が赤んぼの頃、もうベジータは子供だったみたい。そう、あーこの辺り云っとくの忘れちゃったなー」「（クリリンが悟空より少し年上の二七〜八歳、ヤムチャ天津飯ブルマが三〇歳くらい、悟空が二五〜六歳で悟飯が五歳くらいだという質問者の説明の流れからベジータの年齢は）じゃあ二〇…」「（まだそんなものかと聞かれ）二一、二じゃないかなー僕の雰囲気としては…あっ、そーか、じゃあ、ベジータは(笑)、クリリンをえらそうにチビと云ってるのに、ずいぶん年下なんだー」と語っている。
2018年12月14日に公開された劇場版『ドラゴンボール超 ブロリー』では赤ん坊時や幼少時のベジータが登場しており、悟空より年上、ブロリーとは同年齢として設定されている。

## ストーリーへの絡み

### サイヤ人編
エイジ761 - 762（29歳 - 30歳）
ナッパと共にとある惑星を攻めており、苦戦が予想されたことから戦力補強としてカカロット（孫悟空）を連れ戻しに地球へ向かったラディッツが返り討ちに遭った際、スカウターの通信でドラゴンボールの存在を知る。ナッパにドラゴンボールで叶える願いは「ラディッツを生き返らせるため」と聞かれたが、ベジータは「あんな役に立たん奴はもういらん」と却下し、「永遠の若さと命を」という願いを叶えるためにナッパとともに地球へ向かう。
一年後に到着し、スカウターでピッコロと悟飯がいる所に向かい、地球人たちとの戦闘を始める。手下の栽培マンが倒され、ナッパが戦いの場に出て地球の戦士たちを圧倒する中、「悟空は必ず来る」と主張したクリリンたちの悟空に対する強い信頼を見て取り、サイヤ人の裏切り者である悟空への見せしめとして、悟空の見ている前で彼らを殺すために「3時間だけ待つ」という条件で戦いを一時中断させるが悟空は時間内には来ず、戦闘再開するが、予想以上に戦闘力を上げていた悟空の接近に焦りを見せ、早急な皆殺しに方針を変更し、その結果ピッコロが戦死。前後して、ドラゴンボールはナメック星で手に入ることを示唆した。後に遅れて戦場へ現れた悟空がナッパを圧倒し、埒が明かないと言う理由でベジータは戦闘中断をナッパに命じるが、即座に戦線離脱しなかったことで悟空に大ダメージを受け、身動きがとれなくなったナッパを「動けないサイヤ人など必要ない」と言う理由で処刑する。一人になったベジータは悟空の配慮に従い戦場を変え、悟空と激闘を繰り広げる。
2倍界王拳を用いた悟空をものともしなかったが、捨て身の3倍界王拳を用いた悟空の攻撃でダメージを負わされる。これに逆上して、地球もろとも撃ち砕くと宣言。ギャリック砲を放つが、4倍界王拳かめはめ波で押し返され、逆に吹き飛ばされる。最後の手段として大猿に変身する決意をし、1年前にピッコロの手で破壊された月の代わりに、パワーボールと地球の酸素を混ぜて作りだした擬似的な月で大猿に変身。通常時の10倍の戦闘力を持って、悟空に襲い掛かり、元気玉も不発に終わらせるが、悟空の最後のエネルギー波で右目を潰される。これにより、一思いには始末せず、ゆっくりと握り潰し始め、悟空の危機に戻ってきた悟飯とクリリンの尻尾切断作戦も回避するが、潜んでいたヤジロベーによって尻尾を斬られて元の姿に戻る。それでもベジータのほうが優位であることは変わらず、悟空、悟飯、クリリン、ヤジロベーの順に葬ることを宣言するが、悟飯の相手をしている間に、悟空から託された元気玉をクリリンが放ち、一度は避けるも、悟飯が跳ね返した元気玉の直撃で大ダメージを受ける。それでも立ち上がるが、自身が出したパワーボールが残っていたことが仇で悟飯の大猿化を許し、大猿悟飯に追い詰められていき、気円斬で尻尾の切断に成功しながらも元に戻る最中の大猿の下敷きになり、完全に戦闘不能になる。リモコンで呼び出した宇宙船に乗り込もうとする最中、ヤジロベーの刀を持ったクリリンの手で止めを刺されそうになるが、ベジータとの再戦を望む悟空の頼みにクリリンが応えたことから辛うじて撤退に成功した。

### ナメック星編 - 地球定住
エイジ762 - 764（30歳 - 32歳）
惑星フリーザNo.79に戻り治療を受け体力を回復させる。フリーザがナメック星にドラゴンボールを探しに行ったことを同僚のキュイから聞き、永遠の命を先に手に入れるため、ただちにフリーザから離反、ナメック星へ飛ぶ。地球での戦いがきっかけで、相手の位置や気を把握したり、自身の戦闘力を制御したりすることができるようになり、ナメック星到着後、自分を追いかけてきたキュイやフリーザの側近ドドリアを容易く葬り去る。ドドリアからは「惑星ベジータが滅びたのは巨大隕石の衝突ではなく、フリーザの仕業だった」ことを聞かされたが、その時は驚いた様子を見せたものの「仲間の死などどうでもいい」と一蹴する。その後、ドラゴンボールを持つツーノ長老の村を襲撃して住民を殺し、家にあったドラゴンボールを自分にしか分からないように近くの池の中に沈める。
最長老の家に向かっていたクリリン、デンデの気を感じて接近する。その途中で発見したフリーザのもう一人の側近・ザーボンを倒そうとし、方向転換。序盤は有利に戦いを進めるが変身して全力を出したザーボンに返り討ちにされ、隠したドラゴンボールの所在を聞き出すためにフリーザの宇宙船内にあるメディカルマシーンで治療させられる。しかし、ザーボンたちの予想以上に早く完治し、迅速な判断によってフリーザが持っていた5つのドラゴンボールを奪い、宇宙船から脱出。ドラゴンボールを岩のくぼみへ運んだ直後、最長老から託されたドラゴンボールを持っているクリリンが上空を通過、そのドラゴンボールを狙ってクリリンを追跡する。クリリンとブルマの目の前で自分を追ってきたザーボンを返り討ちにし、クリリンと交渉、ドラゴンボールを手に入れる。
7つのドラゴンボールを全て揃えたかに見えたが、ツーノ長老の村に隠しておいたドラゴンボールがドラゴンレーダーで発見され悟飯によって持ち去られる。ツーノ長老の村に戻る途中で悟飯と遭遇するが、このとき悟飯が岩陰にドラゴンボールを置いていることに気づかなかったため、その場は見逃す。ドラゴンボールが奪われたことを知るやいなや激しい怒りに燃え、クリリンたちの拠点へ戻るが、2人ともすでに気配を消しながら移動していたため発見できず、自分の拠点に戻る。行動はせずひたすらクリリンたちの気を探ることに努め、かなり時間が経過した後、最長老の家に向かうクリリンたちの気を発見して追い、最長老の家で対峙する。その時フリーザがナメック星に呼び寄せたギニュー特戦隊の接近に気付く。自分ひとりではギニュー特戦隊には敵わないと判断し、やむを得ず悟飯とクリリンたちと共闘する形をとる。
ギニュー特戦隊との戦いでは、悟空を味方につければ少しは戦力になると評した。悟飯とクリリンを殺そうとしたグルドの首を刎ねてとどめを刺し、続いてリクームに立ち向かうも、リクームの圧倒的な強さによって一度は重傷を負わされる。その後、ナメック星に到着した悟空も戦闘に加わり、仙豆で回復。悟空に倒され戦闘不能になっていたリクーム、バータにトドメを刺す。そこへギニューが現れ悟空から共闘を持ち掛けられるが、悟空を残してフリーザの宇宙船へ向かい、ジースと対峙。仙豆の復活によりパワーアップしたためジースは敵ではなく、一対一であっさりと倒す。そして悟空の肉体を奪ったギニューを容赦なく打ちのめし、悟空の援護もあってギニューに勝利。カエルの姿になったギニューを踏み潰そうとしたが、悟空から見逃すように言われベジータも今後のギニューの生き様に同情し見逃した。アニメでは元の身体に戻ったギニューが少しだけベジータと戦うシーンが追加されている。ただしこの時、ギニューはベジータの身体を奪うつもりだったのでわざと攻撃を喰らっていた。
7つのドラゴンボールが揃い、ポルンガを召喚するための呪文を知るデンデを待つ間、しばらく睡眠をとっていなかったベジータは仮眠を取る。アニメでは、クリリンたちが用済みとなれば抹殺することを独白している。その間にクリリンとデンデらはベジータを出し抜いてポルンガを呼び出す。異変に気付いたベジータが駆けつけた時、すでに願いは2つまで叶えられていた。激怒し、デンデを締め上げて最後の願いとして自分を不老不死にさせようとしたが、その瞬間に最長老の寿命が尽きてポルンガが消滅し、願いは叶えられなかった。そこへ同じく不老不死の願いを絶たれて怒りを見せるフリーザが現れ、クリリンたちとともにフリーザとの決戦に臨む。
フリーザとはほとんど互角に渡り合い、3人で戦えば勝てるとベジータは確信。そこでフリーザに変身するように告げるが、その圧倒的なパワーの前に勝算がないとして自分たちの命運が尽きたことを確信する。しかし駆けつけたピッコロの参戦や死の淵から蘇った悟飯のパワーアップなどで一行は善戦。その最中、ベジータはデンデが治癒能力を持っていることに目をつけ、ナメック星での激しい戦闘の中で重傷から復活するたびに自身の戦闘力の飛躍的な上昇を感じ、ここでさらにもう一度死の淵から復活して戦闘力を上げれば、伝説の戦士である「超サイヤ人」になれると考える。そこでピッコロや悟飯がフリーザと闘っている間にクリリンに要求して自らにわざと重傷を負わせ、デンデの手によって回復させる。これによりさらに戦闘力を上げ、自ら「超サイヤ人」と称し、最終形態となったフリーザに戦いを挑むが、太刀打ちできず、惑星を破壊するほどのフルパワーのエネルギー波でさえただの足蹴りではね返される。このときベジータはあまりの恐怖と自分の無力さに初めて涙を流し、戦意を喪失した。そのままフリーザによって一方的に痛めつけられたが、とどめを刺されそうになったその時にメディカルマシーンで回復した悟空が現れる。ここでベジータはフリーザに対して悟空こそがフリーザが恐れていた超サイヤ人であると言い放ち、癇気に触れたフリーザにより心臓を貫かれる。死にゆく苦しみの中でベジータは悟空に惑星ベジータが消えた真の理由は超サイヤ人誕生を危険視したフリーザの裏切りによるものであり、サイヤ人がフリーザの手足となって働いたにもかかわらず自分たち以外は全員殺されたことを伝えた上でサイヤ人の悲願である打倒・フリーザの願いを涙ながらに託し、死亡する。
その後、地球のドラゴンボールで「フリーザ一味に殺された人々を生き返らせてほしい」という願いが叶えられたため、他のナメック星人とともに生き返る。そして、ナメック星のドラゴンボールで地球にワープさせられた。ナメック星で死んだクリリンと悟空の蘇生方法に行き詰っていたブルマたちへ案を出し、超サイヤ人を見たい、そして勝つという思いをもって地球で修行しながら悟空の帰還を待つ。これ以降、悟空を超えることが目標となり、「永遠の命を手に入れる」という願いを叶えようとはしなくなった。ブルマの家に身を置き、ブリーフ博士に作らせた300倍の重力室で超サイヤ人になるべく修行を続け、その内にブルマとの間にトランクスを授かる。アニメでは修行中に倒れた際、ブルマから看病されるなどの追加シーンが見られる。

### 人造人間編
エイジ764 - 767（32歳 - 35歳）
悟空が超サイヤ人に覚醒後、自身が超サイヤ人に覚醒できないことに焦りや苛立ちを募らせていたが、人造人間との戦いまでの3年の間に、猛特訓を繰り返し、自分への怒りから超サイヤ人に覚醒した。悟空と人造人間19号の戦闘の最中、心臓病に苦しむ悟空を救出する形で登場し、悟空に代わって19号と対戦。超サイヤ人に変身して19号を終始にわたり圧倒、最後はビッグ・バン・アタックで破壊した。自身の強さを確認し、ピッコロも「悟空を超えたかもしれない」と実力を認めたが、人造人間16号と17号、18号に挑んだ戦いでは、18号と戦うも永久式タイプの人造人間ゆえにスタミナが減らない18号に完敗。不甲斐ない自分に怒り、さらにセルの存在とピッコロが神との融合を果たして大幅にパワーアップしたことを知り、超サイヤ人を超えることを決意。その後、病気が治った悟空から提案を受けてトランクスとともに精神と時の部屋での修行に入る。翌日、17号を吸収したセルとの戦いでセルを圧倒するが、強敵と戦いたがるサイヤ人としての性をセルにくすぐられ、セルの完全体への変身に協力し、18号を吸収し完全体となったセルと戦う。全力勝負を要求した後、蹴りもファイナルフラッシュも通用せずに完敗、再度の特訓とリベンジを宣言する。
その後、セルゲームに向け、再び精神と時の部屋で特訓する。セルゲームでは悟空とセルの戦闘を見て、悟空が自分より上であることを認め、さらに悟空を「天才」と称するも、セルはそんな悟空をさらに上回っていると語った。また、セルが産み出したセルジュニアと戦った際にセルからは「やっと互角の戦い」と評される。その後超サイヤ人2に覚醒した悟飯の、セルすらも圧倒する実力に驚愕しながらも動向を見守り、戦いの終盤自爆から復活したセルによってトランクスが殺された際には激昂してセルに突撃するが返り討ちにされ、直後の追撃をかばって左腕を負傷した悟飯に謝罪した。このセルへの攻撃は結果的に悟飯の足を引っ張ることとなり、クリリンは「トランクスならドラゴンボールで生き返れた」とベジータを非難している。しかし、セルと悟飯のかめはめ波の撃ち合いの際には横からセルに気功波を撃ち込んで注意を逸らし、結果的にセルを倒すのに一役買った。セルが消滅し、他の戦士たちが去った後にピッコロは「手を貸してやる」とベジータを気遣うような発言をするが、ベジータはそれを断っている。
この戦いで、地球と仲間を救うため自己犠牲の道を選択した悟空の死と、強い親子の絆によりセルを倒した孫父子とを目の当たりにし、これまで自分のためにだけしか戦ってきたことのなかったベジータは強いショックを受け、戦いから退く旨の発言をする。また、セルの闘いが終わり未来へ帰るトランクスを見送る際は陰で小さくサインを送り、トランクスもそれに応えた。このように、以前のような残虐非道の限りだった姿は周囲の影響を受けて少しずつ変わっていく。

### 魔人ブウ編 - 最終話
エイジ774 - 784（42歳 - 52歳）
自身の訓練に加え、息子のトランクスに格闘技を教えていたある日、悟飯が第25回天下一武道会に出場すると聞き、出場を決意。直後にあの世の悟空も一日だけ現世に復帰して出場すると発言し、さらに闘志を燃やす。武道会予選ではパンチマシンを吹っ飛ばして破壊し突破。本戦の組み合わせ抽選では一回戦の対戦相手が悟空に決まる。しかし、界王神と魔導師バビディの戦いに巻き込まれ、不本意ながら武道会場を後にして戦いの場へ向かう。
バビディの宇宙船内の戦いでは第1ステージでプイプイを撃破。その後、邪心につけ込まれてバビディの洗脳術にかかり、家族との生活を得て穏やかになっていく自分と、生まれついての戦士としての自分との葛藤から、その思いを断ち切るためにあえてバビディの洗脳を受け入れる。バビディの魔術で武道会場に場所を移され、悟空に自身との対戦を要求するため多くの観客を殺す。この行動に激怒した悟空に自身がわざとバビディの洗脳術にかかったのかを問われ、自身の彼への想いを語り、悟空も対戦を受諾して無人の荒野で戦うことになる。なお、戦闘前にはバビディの命令を「誇りだけは思い通りにならん」として、強靭なプライドで跳ね飛ばした。バビディの洗脳術によって秘めているパワーを限界を超えて引き出され、超サイヤ人2状態の悟空と互角に渡り合うも、その間に封印されていたブウ（無邪気）が復活し、悟空が戦意を喪失したため戦いを中断。不意をついて悟空を気絶させ、1人でブウの元へ赴いた。死を覚悟でブウとの戦いに臨み猛攻をかけるが、大きな実力差と不死身のブウに圧倒され正攻法では勝てないと悟る。覚悟を固めたベジータは父親として息子のトランクスを抱き締め、ブルマを大切にするよう伝えた後、ピッコロに頼んでトランクスたちを逃がし、己の命を全て使った自爆でブウを道連れとし、石膏のようになった亡骸は落下して崩れ去った。
自爆直前、死んだらあの世で悟空に会えるかどうかをピッコロに質問した際、「罪もない人々を殺しすぎたため、死ねば肉体は無となり、魂も悟空とは違う世界に運ばれ、そこで魂は洗われ、記憶も失くし、新しい生命体に変えられる」という趣旨の言葉を言われている。しかし、地球や全宇宙の危機に伴い、万が一の事態を考えた閻魔大王により不本意ながらも魂をそのままにされ、肉体も復元されてブウと戦うこととなる。この時点でバビディの洗脳状態から元に戻っており、あの世から悟空が超サイヤ人3に変身してブウと互角の戦いをする様子も見ている。現世に復帰し、合体する相手を探していた悟空と再会するも、自身との戦いにおいて超サイヤ人3に変身できることを隠していた悟空を許すことができず、悟空との合体を頑なに拒否するが、悟空にブルマたちがブウに食べられたことや、トランクスたちがブウに吸収されたことを告げられると葛藤しつつも合体することに同意し、ポタラによって合体。ベジットとなってブウ（悟飯吸収）と戦う。ブウを圧倒する強さを見せ、ブウの体内へ侵入することに成功。ブウの体内で融合が解けて2人は元通りになるが、吸収されていたトランクスや悟飯たちの救出を果たした。続いて肉の繭に閉じ込められていたブウ（善）を発見した直後、ブウ（悪）が自分自身の体内に現れ戦闘になる。戦闘中、ブウ（善）を引き離そうとした際のブウの狼狽を見てこれを引き離し、結果的にこの行動によってブウの体内から脱出することができた。しかし、ブウの弱体化を狙っての行動だったものの、ブウは誕生当初の「自制心が全くない悪そのものの存在」であるブウ（純粋）に還元される。ブウに地球を破壊される寸前に瞬間移動で現れた界王神によって悟空、ミスター・サタン、デンデとともに界王神界に移動するが、トランクスたちは地球とともに消滅。トランクスたちより先にサタンらを助けた悟空に対してベジータは怒りを露わにした他、愛妻家の一面を見せている。
界王神と老界王神に再び悟空とポタラで合体するよう言われるが、悟空共々それを断って個人として闘うことを選び、界王神の瞬間移動を真似て界王神界にやってきたブウ（純粋）との最後の戦いに臨む。1対1でブウと闘いたいために先発を決めるじゃんけんをし、敗れて観戦することとなる。悟空とブウの戦闘中、ブウ相手に善戦している悟空を賞賛し、「魔人ブウはオレにはとてもかなう相手じゃなく、戦えるのはカカロット（悟空）だけ」と語るとともに、悟空の強さの理由や自身との相違点を独白し、彼を「ナンバー1」と認める。その後、悟空が超サイヤ人3のフルパワーを出すための時間稼ぎをするため、ブウの重い攻撃に耐え続けるが、ブウの想像以上の強さと超サイヤ人3の負担の大きさで悟空はフルパワーを出すことができず、戦況が悪化する中、デンデらにナメック星のドラゴンボールで「破壊された地球を元に戻す」願い、「第25回天下一武道会が行われた日から死んだ者全てを極悪人を除いて生き返らせる」願いを叶えてもらうことを指示し、ポルンガへの2つ目の願いによって生き返る。この際、「極悪人を除いて」という条件にもかかわらず自身も生き返ったことに本人も驚く様子を見せた。また、悟空が自身の提案に対し、「『ブウに殺された者を生き返らせる』という願いの方がわかりやすいんじゃねぇのか」と意見した際、「それでは極悪人のバビディやダーブラまで生き返るうえ、武道会場でオレに殺された連中は生き返れない」と返し、悟空も「おめえ、結構考えてんだな」と感心している。
そして、ブウを倒すために元気玉を作るよう悟空に指示。界王の力を借りて蘇った地球人たちへと語りかけ、元気玉を作るための協力を頼むが、地球人は仲間たち以外ほとんどが協力せず、元気を集める時間を稼ぐためブウと戦う。一方的に打ちのめされ、元気玉の完成時には動けないほどのダメージを負っていたが、ブウの隙を見て行動したサタンによって救出された。最終的に悟空は元気玉をブウにぶつけることに成功、ブウを完全に消滅させる。なお、ブウに競り勝てない悟空の苦戦に際して、デンデがポルンガへの3つ目の願いを頼み悟空の体力を元に戻したが、アニメではベジータがそれを思い付きデンデに指示した。ブウの消滅後、サタンがブウ（善）の治療をデンデに頼む中、ブウ（善）が再び悪のブウを生み出すことを危惧してとどめを刺そうとするも、悟空に止められともに地球へ帰る。アニメでは元気玉の時間稼ぎのためにブウ（純粋）との戦闘シーンが大幅に増えており、どれだけ打ちのめされても立ち上がってくるベジータにブウが恐怖を見せていた。
ブウ戦後、以前の冷酷さは薄れ、アニメでは敵と見なしていたブウ（善）を自身の代わりにブルマのショッピングに付き合わせたりパーティで食べ物を与えたりと好意的な態度を見せている。ブウ戦から6年後、娘のブラが誕生。10年後の作中終盤には厳しくも穏やかな父親になっている。かなり容姿が老化してきている妻ブルマ（本人は「これでも『奥様お若いですね』とよく言われる」と自称）に比べて、サイヤ人の特性上悟空ともども全く容姿に変化がないためブルマに悔しがられていた。第28回天下一武道会に悟空が出場することを聞き、悟空の「すごそうな奴が出るから」という発言と悟空いわく、「今、うちで一番根性がある」というパンの様子を受けて自身も出場を決意、さらにトランクスにも「小遣いを半分にされたくなかったら出ろ」と命令した。大会では本戦の組み合わせ抽選後、挑発してきたノックを裏拳で吹っとばして棄権させ、悟空がウーブを連れて旅立った際には悟空の「強くなったウーブと戦いたい」という魂胆を理解していた。完全版で加筆された部分では、「いつか必ずカカロット（悟空）に勝ってみせる」と、以前の私怨ではない純粋なライバルとしての呟きで作品が締めくくられた。

### ドラゴンボール超
破壊神ビルス編
魔人ブウとの闘いが終わり、数年後に悟飯とビーデルが結婚した頃に、サタンが世界平和大賞を受賞した際に受け取った1億ゼニーを渡すためにベジータのもとにやってきたが断った。その頃にブルマとトランクスを家族旅行に連れて行っている。ブルマの誕生日パーティーには当初は重力室でのトレーニングに集中しているため参加していなかったが、トレーニングの最中に誕生日パーティーに参加するようブルマから電話で催促され、途中から参加している。超サイヤ人3状態の悟空をたった2発で倒して超サイヤ人ゴッドを探しにきた破壊神ビルスが目の前に現れると、かつて幼年期のトラウマが蘇った。ビルスが誕生日パーティーに飛び入り参加し、機嫌を損ねないようにするもヤムチャやクリリンが気さくに接するので慌て出し、またトランクスたちが誤ってビルスに水鉄砲をかけて機嫌を損ねたのですぐさま巨大蛸を捕獲して自らたこ焼きを調理するなど今までにない一面を見せた。劇場版同様当初は恐怖で攻撃できなかったものの、ブルマを傷つけられた怒りで悟空以上の力を発揮するが、1割くらいの本気しか出していなかったビルスには通用せず左手で払われただけの攻撃で敗れる。
フリーザ復活編
ブルマのもとにやってきたウイスを見るや彼の持つ異様な気配に気付き、ビルスの師匠であることを知ると彼に弟子入りをするために地球で一番美味しい食べ物を紹介しようとする。しかしどれもすでにブルマが全部ご馳走していたため、自分の手料理を振る舞おうとするも卵1つまともに割ることができなかった。最後はブルマが週に一度は食べずにはいられないカップ麺を差し出し、その味に感動したウイスにようやく弟子入りを認められる。その際コミカルな動きや言動を行っており、これにはベジータ役の堀川だけでなく、悟空役の野沢雅子を始めとする声優陣も驚愕したと話している。修行に行く際、ブルマから劇場版『復活の「F」』で着ていた戦闘服をもらった。ウイスのもとで修行を開始してからは、ビルスとウイス、予言魚に対しては様付けをして敬語を使っている。修行を開始して半年少し経ち、地球にいた時と気の質が全然違うほど力をつけ、神の気も感じ取れるようになった。ドラゴンボールの力でフリーザが復活したことをブルマから聞き悟空と共に地球に駆けつけ、タゴマの体を乗っ取ったギニューを瞬殺した。その後は劇場版『復活の「F」』と同様にフリーザとの戦いでピンチに陥った悟空を助け、「超サイヤ人ゴッド超サイヤ人」に変身し、フリーザを圧倒した。この時に本来変身する者以外に5人のサイヤ人の力をもらうことで会得できる超サイヤ人ゴッドの力を、ベジータは誰の力ももらわず一人で身に付けたことが明かされた。
破壊神シャンパ編
再び悟空と共にビルスのもとで修行していたが、突然現れた第6宇宙の破壊神シャンパから地球を賭けた第6・第7宇宙破壊神選抜格闘試合を提案される。自身も出場することにし、「知能も理性もない怪物を連れて来られてはかなわん」という理由でペーパーテストを提案した。しかし、それが仇となってブウを脱落させることになる。第7宇宙でいえばフリーザに当たるフロストに対してはたとえ別の宇宙であろうとフリーザが善人なわけがないとその本性を見抜いており、嫌悪感をあらわにしている。第6宇宙のサイヤ人であるキャベには、珍しく仲間意識を見せて親しげに接した。キャベとの試合では超サイヤ人になる方法を試合中に教えを請う態度に激怒するも、自分がわざと悪役になることで怒りを引き出して超サイヤ人に覚醒させ、さらにサイヤ人としての誇りを説いて自分の本当の強さを見せた上で自分を超えて見せろと師範としての顔を見せた。試合がすべて終わった後、キャベから師匠と言われ、「師匠になったつもりはない」と言いつつもまんざらでもない表情を浮かべていた。格闘試合ではフロスト、マゲッタ、キャベと5人中3人を倒す活躍を見せたが、ヒットとの対戦では時とばしの能力に対処できず、ダメージを与えられないまま敗れた。
“未来”トランクス編
ウイスのもとで修行をしていたが、ベジータの気を感じて来た悟空と共に修行する。そこにブルマから、未来からトランクスが来たと聞いて驚き、悟空、ウイス、ビルスと共に地球に帰還。トランクスからゴクウブラックの話を聞き、未来で一緒に戦うことを了承する。トランクスとの修行では超サイヤ人ブルーに変身し超サイヤ人2のトランクスを圧倒。超サイヤ人ブルーの強さを目の当たりにし、投げやりになっていたトランクスに「ブラックに勝つことが貴様のゴールなのか？俺の息子なら誰にも負けることは許さん!!」と叱咤激励した。『Vジャンプ』連載の漫画版では、重力室でトランクスに修行をつけている。その後未来に行きブラックと対戦するが、ブラックは前回に悟空と対戦したときよりも強くなっていたことで超サイヤ人ロゼに変身。右手の気の剣で串刺しにされ重傷を負う。ブラックとザマスに止めを刺されようとしていたところでマイに助けられ現代に敗走。仙豆で一命を取り留めた。その後も未来に向かったが打開策がないまま悟空が串刺しにされる。パワーアップしたトランクスを置いて現代に帰還した後、ピッコロから魔封波の使用を提案され攻略の突破口を見つけると「封印する前にブラックへ借りを返す」ために精神と時の部屋で修行を行う。再び未来へ行き、ゴクウブラックを圧倒する戦闘力を身に付けたが、人間の可能性に危機感を覚えたザマスはゴクウブラックとポタラで合体したことで苦戦を強いられる。トランクスと共にギャリック砲で応戦し、合体ザマスを攻撃したが通用せず、直後の反撃からトランクスを庇い重傷を負う。今の状態では合体ザマスを倒せないと判断した悟空からポタラの使用を提案され一度は困惑したが了承しベジットになる。合体ザマスに対して優位に立つも倒すに至らず、力を使い果たしたことで合体が解け、超サイヤ人ブルーにも変身できなくなる。その後未来世界の全王が現れ、ザマスもろとも世界を消そうとしたためにタイムマシンで現代に帰還する。
漫画版ではトランクスと重力室で修行した後に未来に行きブラックと対戦し圧倒するが、とどめをさす直前に未来ザマスがブラックを助けにきたことで失敗。さらに未来ザマスがゴクウブラックの傷を癒したことでゴクウブラックが強くなり超サイヤ人ロゼに変身できるようになる。圧倒され重傷を負ったところをトランクスとマイに助けられ現代に敗走。仙豆で一命を取り留めた。帰還後、精神と時の部屋で修行した後に再び未来へ行き、ゴクウブラックと再対峙。超サイヤ人ゴッドからブルーに切り替える瞬間の爆発力を利用することで圧倒するが、追い詰められたゴクウブラックとザマスがポタラで合体したことで苦戦を強いられる。悟空からポタラの使用を提案され、永遠に合体が解けないと思い込んでいたことから一度は断るが、ゴワスから1時間経つと合体が解けるという話を聞いたことと、現代で自身の帰りを待つブルマと未来世界でのブルマの話をトランクスから聞いたことから悟空とのポタラでの合体を了承しベジットになる。合体ザマスに対して優位に立つも倒すに至らず、力を使い果たしたことで合体が解ける。その後は悟空が超サイヤ人ブルーを戦闘中に完成させる可能性に賭け時間稼ぎをし、目論み通りブルーを完成させた悟空と合体ザマスの戦いを見守った。ポタラ合体が終わったにもかかわらず、単体で合体ザマスに再変身したゴクウブラックとザマスを2人まとめてガンマバーストフラッシュで肉片にしたが、肉片からまた新しい合体ザマスが再生されたことでさらに増加し、トランクスとマイを現代に逃がそうとする。自身は悟空と残り、一緒に大勢になった合体ザマスを超サイヤ人にもなれないボロボロの状態で倒そうとするが、悟空の機転で未来世界の全王が現れ、ザマスもろとも世界を消そうとしたためにタイムマシンで現代に帰還した。
宇宙サバイバル編
ブルマに2人目の子供ができたことを知り、悟空からの修行の誘いおよび大会への出場を断った上でブルマが無事出産するまではここを離れないと主張して地球に残るが、ウイスの計らいによりブルマが女児を無事出産したことにより大会出場を決意する。悟空と悟飯が本気で対決しているのをカプセルコーポレーションから感じた後は精神と時の部屋で修行をし、ミスター・ポポから「次壊したら出禁」と言われたにもかかわらず、部屋を破壊してカプセルコーポレーションに戻る。フリーザを10人目の仲間に加えることを悟空から聞いて当初は反発していた。
力の大会では、単独で第9宇宙のホップやヒソップ、オレガノおよび、悟空との共闘でトリオ・デ・デンジャーズ、続いて第2宇宙のプランと第6宇宙のDr.ロタ、同じく第6宇宙のマゲッタ、さらには第11宇宙のトッポを撃破して連勝を重ねたが、第11宇宙のジレンとの対戦では本気の力を発揮した彼の前に圧倒される。「優勝して超ドラゴンボールでキャベたちを生き返らせる」というキャベとの約束を回想し、超サイヤ人ブルーを進化させるが、それでもジレンに敵わなかった。しつこく食い下がったところでジレンから止めの一撃を受け、脱落間際には自身の持つ全ての気と後のことを悟空に託し、そのまま場外に落ちて脱落した。脱落後はクリリンが食べさせた仙豆によって回復し、ビルスから「よくやった」と褒め称えられた。
大会終了後の祝勝会で悟空の孫娘・パンに頭突きを喰らって後ろで笑っている悟空に対して怒りをぶつけるシーンとなり、それを見たブルマとチチは呆れ返る。その後かつて悟空と初めて地球で闘った場所へ移動し、「サイヤ人の強さに限界は無い!」と悟空と互いの一撃を繰り出す場面でカットアウトとなる。
漫画版ではザマスとの戦いの後、悟空に差をつけられたことでウイスとの修行に打ち込み、超サイヤ人ブルーのあふれ出るパワーを体内に封じることでブルーの弱点を克服している。力の大会開催前にビルスと数年ぶりの手合わせを行い、完成させたブルーの力で苦戦させるが、本気を出したビルスに一蹴される。ウイスには悟空との差はなくなったかもしれないと評価され、ビルスには他の宇宙でなら破壊神の候補ぐらいにはなれると評される。力の大会では、悟空が身勝手の極意に目覚め、悟空の後追いになっている自分に激怒したことで超サイヤ人ブルーを進化させた（ただしアニメと違い、肉体と目に変化はなく、オーラしか変わっていない）。悟空に自ら共闘を持ち掛け、ジレンと戦い優勢となるも、形勢が逆転し敗北する。その後はベンチでフリーザがフリーザ自身と悟空もろともジレンを体当たりで場外に落とす決着シーンを見守った。自分の願いを捨ててまで超ドラゴンボールで全宇宙を復活させた17号に敬意を感じ、大会前に欲しがっていたクルーザーを譲渡する約束をした。悟空と共に17号の強さが自分たちと変わらないという話をした際にブルマに怒られ、クルーザーの件もあって慌てていた。
銀河パトロール囚人編
大会後は悟空と共に修行を始めるが、地球に現れた銀河パトロール隊に連れられ、悟空と共に銀河刑務所から脱獄した凶悪犯モロを捕まえるよう頼まれる。新ナメック星でモロに襲われたナメック星人のエスカを助けた際に「大きな迷惑をかけた過去があって、これ以上ナメック星人を減らしたくない。」と、かつてのナメック星で蛮行を反省している様子を見せた。
モロとの戦いはベジータが優勢の状態で始まるが、モロにエネルギーを吸われたことで次第に劣勢となり、悟空と共にエネルギーを吸われ倒れる。目覚めた後は新ナメック星の最長老ムーリにかつてナメック星で犯した罪について尋ね、超サイヤ人に変身できない状況でモロに挑む前に、悟空に「生き残ったらドラゴンボールでナメック星を元通りにしてやってくれ」と話している。魔人ブウの加勢もあって回復した後は再びモロに挑むが、モロがナメック星のドラゴンボールを使って銀河刑務所から脱獄させた囚人たちと戦うことになる。モロにエネルギーを吸われて万全に戦えず囚人に苦戦したことに腹を立て、モロに対抗するための術を学ぶことを思い立ち、銀河パトロール隊員イリコの宇宙船に乗ってヤードラット星に向かい、長老ピバラのもとでスピリットの修行を行う。修行を始めた当初は心と体の乱れているスピリットのバランスを整え磨く修行を行い、自身が悟空以上にバランスが乱れているのと、悟空がこの修行にかかった日数を聞くと来たのを後悔していたが、悟空よりも速い短期間でこの修行を終えた。その後ヤードラット星に襲来したモロの部下を自身も驚くほどの力で圧倒し倒す。ピバラによると元々ベジータはスピリットと肉体のバランスが悪く、自身の力をうまく外に出せていなかったが、修行によってバランスを整えたことで以前とは比べ物にならないほどの強さを得た。その後ピバラからモロに対抗するための技であるスピリットの強制分離を教わり、モロが地球に来てると分かると、学んでいない瞬間移動を試し何度か失敗するも、成功して地球に戻りモロと交戦に入る。悟空に対し瞬間移動を「恐らく二度と使えんし、覚えるつもりもない」と言っている。
モロに対してはスピリットの強制分離を駆使し、徐々に追い詰めていき、モロに囚われていたエネルギーを解放させていく。この際にピッコロは「モロから宇宙を救うことがあいつなりの罪滅ぼし」と悟空、悟飯、ジャコに述べている。しかし、セブンスリーを喰ってパワーアップを果たしたモロに首を掴まれ、ビッグ・バン・アタックを受けて戦闘不能となる。デンデの回復で再起した後は地球と同化したモロのもとに向かい、スピリットを分離し、モロの水晶をあぶり出す。強制分離だけでは限界があったが、ピッコロたちが合流したことで戦士と関係者のスピリット、ウーブの神力を悟空に与え、勝利に貢献した。
生残者グラノラ編
破壊神ビルスから身勝手の極意だけが神の技ではないと聞き、破壊神が使用する技の取得に挑む。その後ヒータ一味の策略に嵌められ、宇宙一の力を手にしたグラノラと戦うことになり、そこで破壊神の力を顕現した「我儘の極意」を初めて披露する。

### 異時系列におけるベジータ
青年トランクスのいた未来世界では人造人間17号、18号と戦い敗れ、命を落としている。アニメでは、ライバルの悟空が病死した際には絶句しており、未来世界でもベジータが超サイヤ人に覚醒しているシーンがある。過去に多くの罪の無い人間を殺したことから、未来のブルマは「今頃、地獄にいるのは間違いないわ」と推測している。

### 劇場版など
悟空が危機に陥った際に駆けつけ、「勘違いするな」「助けにきたわけではなく、あとで自分が（カカロットを）倒すため」と説明することが多い。また、専用のテーマソングがBGMとして流れる。
劇場版第9作目『激突!!100億パワーの戦士たち』にて初登場。悟空のピンチに駆けつけ、超サイヤ人に変身してメタルクウラと闘う。最終的に悟空を援護する形でメタルクウラ・コアの右腕を切り裂き勝利に導いた。その後は丸型宇宙船で単身脱出し、手にしたビッグゲテスターのチップを握り潰した。
劇場版第10作目『極限バトル!!三大超サイヤ人』では、氷河地帯より突然現れ、人造人間13号が悟空に放った「SSデッドリーボンバー」をエネルギー弾で弾き飛ばし、人造人間15号と戦う。最初は押されていたが、超サイヤ人に覚醒したのち、破壊する。ラストでは流氷の上でピッコロと左右に分かれ、互いに顔を見合わせないように座り込んで腕組みをしている様子が描かれた。
劇場版第11作目『ドラゴンボールZ 燃えつきろ!!熱戦・烈戦・超激戦』では、新惑星の王として新惑星ベジータに招かれるが、伝説の超サイヤ人となったブロリーに恐怖し、極度の戦意喪失に陥った様子をピッコロに見下げ果てられた。ブロリーに挑む悟空に触発され、戦意を取り戻しブロリーに挑むも及ばず倒される。他の戦士たちが悟空にエネルギーを分け与える中、サイヤ人の王子としてのプライドから「誰がカカロットなどに」と、ただ一人エネルギーを与えるのを強く拒否していたが、最終的には無意識の中でエネルギーを与え、悟空はこの後にブロリーを撃破した。帰りの宇宙船では悟空たち仲間やシャモ星人らで満杯の中でピッコロと背中合わせになり腕を組んでいる。
劇場版第12作目『ドラゴンボールZ 銀河ギリギリ!!ぶっちぎりの凄い奴』では、悟空が死んだため、戦いを引退したベジータがトランクスの危機に駆けつける姿が描かれている。終盤では他の戦士が入院する病院の上で、ピッコロと左右に分かれて腕組みをしている様子が描かれた。
劇場版第15作目『復活のフュージョン!!悟空とベジータ』では、地獄に堕ちたベジータは魂だけとなり、生前の罪をあがなうために地獄で責め苦を受け続けていたが、あの世の混乱によって肉体が復活し、ジャネンバに戦いを挑む。ジャネンバの瞬間移動の本質を一目で見抜き、その移動先を暴くという駆け引きの巧さを見せジャネンバを驚愕させるが、直後の腕を伸ばしての反撃をまともに食らう。追い詰められた所を悟空にフュージョンを求められ、「貴様と融合するくらいなら死んだ方がましだ」と拒否するが、悟空に「もう死んでるだろ」と指摘され、きまりが悪く肩を落とした。また、ジャネンバの攻撃を回避し切れなかった自分に落胆し、死してなお悟空に及ばない悔しさの余り落涙する。苦悩の末、悟空とのフュージョンを決意。失敗してベクウになるも最終的にはゴジータとなってジャネンバを一瞬で撃破する。最後は悟空に「フュージョンは二度とごめんだ」と告げ、あの世が正常化したことで霧消するようにして消え始め、最後に微笑を残して魂に戻った。
劇場版第16作目『龍拳爆発!!悟空がやらねば誰がやる』では、カプセルコーポレーションが破壊され、「勝手に人様の家を破壊した」として怒りを露わにし街で暴れる幻魔人ヒルデガーンの前に現れ戦いを挑む。敵わず吹き飛ばされるが、ビルの中にいた人々を守るために身を挺してバリアを張った後、自分の性格について「甘くなった」と言って力尽きる。その後、ビルの人たちに助け起こされている様子が描かれた。
劇場版第18作目『神と神』では、伝説の超サイヤ人ゴッドを求めて地球にやってきた破壊神ビルスに対して機嫌をとるために、不本意ながらもブルマの誕生日パーティーに参加しており、歌やダンスを披露するなどこれまでになかったベジータが描かれている。その後、機嫌を損ねたビルスをブルマが叱責したものの返ってブルマを叩いたため、ベジータが激怒。ほんの一時的だったが悟空を超える力を発揮している。ベジータに歌や踊りの才能はなかった模様でビルスやウイスに呆れられた。
劇場版第19作目『復活の「F」』では、前作（第18作）で登場したウイスに悟空と共に修行を受けている。その後、フリーザ復活をブルマから聞き地球に帰還。悟空がフリーザとの戦いの最中に不意を突かれた罠で敗れた後、フリーザと闘う。悟空がフリーザとの戦闘で変身した「超サイヤ人ゴッド超サイヤ人」にベジータも変身。フリーザが悟空との戦闘で消耗していたとはいえ、かつては全く歯が立たなかったフリーザを圧倒する戦闘力を見せている。以前の彼のように、新たな力を得ても自惚れたりもせず、冷静にフリーザを追い詰めた。鳥山明はベジータについて「いつも割を食っててかわいそうだ」と語っており、本作では非常に気を使ったキャラクターであるという。また、初代担当編集者の鳥嶋和彦は本作のベジータを「裏の主人公」と評している。
劇場版第20作目『ブロリー』では、赤ん坊の頃にサイヤ人のエリートのみが使用を許される特別製の育児カプセルにブロリーと共に入っている様子が描かれた。その41年後、フリーザと共に地球にやってきたブロリーと戦う。超サイヤ人に変身できないにもかかわらず超サイヤ人に変身した自分と拮抗した戦闘力を持つブロリーに苦戦しつつ、超サイヤ人ゴッドになることで形勢逆転。しかしブロリーが大猿のパワーを引き出したことで再び苦戦し、悟空とバトンタッチすることになる。フリーザがパラガスを殺害したことでブロリーが超サイヤ人に目覚めた後は超サイヤ人ブルーに変身し、悟空と共闘。悟空と共に瞬間移動でピッコロのもとに避難した後は悟空からフュージョンを提案され、しぶしぶ合体してゴジータに変身する。この際、2回ほど失敗するが、3回目にしてやっと成功した。自分の名前をゴジータと決めた後、瞬間移動しブロリーと戦闘を再開。とどめをさそうとするものの、チライの神龍への願いによりブロリーは元の星に帰還したことで戦いは終わる。最後はチライを始末しようとしたフリーザを制止した。
劇場版第21作目『スーパーヒーロー』では悟空と同様に劇中の事件には関わっていないが、前作『ブロリー』の後日談としてのエピソードと、悟空との修行を兼ねた戦闘の場面がある。超サイヤ人などへの変身はしないというルールであったものの僅差でベジータが悟空に勝利したところで物語は幕を閉じる。
ジャンプスーパーアニメツアー08上映作品『ドラゴンボール オッス!帰ってきた孫悟空と仲間たち!!』 では、弟ターブルの妻から自己紹介されて御辞儀を返すようなギャグ描写や、地球に飛来したアボやカドと苦戦するトランクスの性格や不甲斐なさはどちらに似たのかブルマと夫婦喧嘩したり、悟空と食べ物を取り合って喧嘩する場面が描かれた。ターブルとの絡みでは文句も言わず彼を助けようとしたり、トランクスに任せ「叔父さんの仇を討ってやれ」と言うなど「家族」を意識させるシーンが多い。
『ONE PIECE』と『トリコ』のコラボレーションスペシャルである『トリコ×ONE PIECE×ドラゴンボールZ 超コラボスペシャル!!』では、対決しようと悟空を探しており、その途中で道に迷った『ONE PIECE』のロロノア・ゾロと『トリコ』のゼブラに遭遇し、対決するシーンが描かれた。

### ドラゴンボールGT
エイジ789頃
第2話初登場。原作および『Z』よりも髪を短く切り口髭を蓄えた容姿で登場。顔は口元に小さな皺ができるが肉体は全く衰えておらず、己の限界を追い求めるだけにトレーニングを続け、魔人ブウ編終盤では実力面で大きく水をあけられていた悟飯を再び上回っている。悟天とトランクスが修行をサボってだらけている中の提案で突然宇宙に行かせようとした。なお、パンが密航して宇宙船を勝手に発射させたために悟天は地球に残留する。
その9ヶ月後の第25話では、娘のブラに自身の髭を「全然似合ってないわよ」と言われたことで髭を剃った。ブラの買い物に付き合う中、ツフル人が作ったミュータントのベビーに寄生された悟飯、悟天と遭遇。身体に寄生され悟空と対峙させられるが、悟空によってベビーはベジータから追い出されて倒される。
天下一武道会では悟空に戦いを挑もうと途中乱入してきた。そして悟空が出場していたのが少年の部とは知らなかったため、決勝の相手を見て愕然とした。結局、武道会の帰りに対峙したが、悟空が腹減ったという理由で戦いはお預けになり、これを悔しがるどころか、悟空ともども笑い飛ばしている。
地獄から過去の悪党たちが蘇った際には、かつての部下であったナッパを気功波で一撃で消滅させる。その直後に現れたドクター・ゲロとドクター・ミューの造り出した新17号と戦闘になり互角に渡り合うも、新17号と人造人間17号が合体した超17号には圧倒される。なお、超17号戦では自身を「サイヤの誇りを持った地球人」と称した。その後、地獄から生還した悟空に全てを託し力尽きる。
第55話では、それまで悟空に抱いていたライバル意識の軌跡が回想された。悟空が超サイヤ人4に変身したことでそれまで縮まらなかった差がさらに開きつつあったが、超一星龍戦ではブルマが開発した満月状態のブルーツ波を千倍にして一点に集め照射する人工ブルーツ波発生装置によって、悟空と同じく超サイヤ人4に変身する。変身直後に自分から悟空とのフュージョンをもちかけたことで、悟空を驚かせ、超サイヤ人4状態のゴジータに変身して超一星龍を圧倒するも、あとわずかのところで合体が解ける。再合体を狙うも超一星龍戦の度重なる妨害と悟空の超サイヤ人4への変身が解けたことで実現せず、自身も超サイヤ人4への変身が解ける。また、悟空が瀕死の状態に追いやられた際にトランクスと悟飯、悟天に後を託して仲間を逃がし、ブルマの宇宙船で地球から脱出して悟空の仇を打つように命じた。超サイヤ人4の変身すら解けていながらも単身超一星龍に挑んでいった。なお、超一星龍戦では地球を第二の故郷とみなしていると取れる様子が描かれた。
ブラに髭を「似合ってない」と言われたことにショックを受けて髭を剃ったり、ブルマに「髭が無いほうが素敵」と言われ、まんざらでもない表情を浮かべたところをチチに見られ、さらに赤面するなど、以前と比べ人間的な感情を見せるシーンが多くなる。また、息子のトランクスには厳しい反面、娘のブラには甘く、ブラの買い物に付き合ったり、買い物帰りの運転中にブラをナンパした男たちが乗る車には車で体当たりを仕掛けた後にハンドルを引き抜いて海に落とす一面を見せている。
登場時の口髭と短く切った髪は鳥山がデザインしたものであり、当時、スタッフ間でも笑いを誘ったという逸話がある。鳥山明は「ベジータに髭は似合わない」と親戚の子に言われ、それを耳にしたスタッフが作中で髭を剃らせたという。
100年後には子孫であるベジータJr.が天下一武道会に出場、決勝戦で悟空の子孫である悟空Jr.と対決する。

### ドラゴンボールDAIMA
魔人ブウとの戦いの後、悟空たちと共にトランクスの誕生日パーティーを祝っていたが、大魔界の王キング・ゴマーの策略により子供の姿にされた。

### 他作品
銀河パトロール ジャコ
原作の前日譚になる『銀河パトロール ジャコ』単行本のおまけマンガ『DRAGONBALL- 放たれた運命の子供』では、少年時代のベジータが登場。同じく少年時代のラディッツと一緒にどこかの惑星を攻めていて、フリーザの帰還命令に聞こえなかったふりをしていた。

CROSS EPOCH
『CROSS EPOCH』では空賊の頭として息子トランクス、『ONE PIECE』のロビン、ウソップを部下に従えて登場。最終的にピラフとバギーの飛行機を撃ち落すのにも一役買っているという見せ場もあった。左目に眼帯をしており、角が生えている。また、マントの下に見える鎧は人造人間編のものと同一のデザインである。マントの留め具には「菜」の文字が書いてある。

#### ギャグマンガ
ギャグマンガのキャラクターとは相性が悪く、競演するたびにロクな目にあっていない。
超こち亀
『超こち亀』では、フリーザの隙を突いてドラゴンボールを奪おうと偵察していたところ、フリーザと両津勘吉が遭遇するところを目撃する。ギャグマンガの人物なのでフリーザにいくら攻撃をされても死なない両津を見て驚き、恐れをなし逃げようとするが、両津にフリーザの仲間と勘違いされ挙動不審になり、最後に「踏み込んではいけない世界があった」とコメントしていた。

ネコマジン
『ネコマジン』ではフリーザの息子クリーザを連れ戻すため地球にやって来て、ネコマジンに「一秒で片付けてやる」「もし負けたらお好み焼きをおごる」と豪語するが、ネコマジンがギャグマンガの特性を持つとわかると、「携帯が鳴った（急用ができた）」と嘘をついて地球を脱出し（音がしなかったことを突っ込まれると、「マナーモードにしていた」と慌ててごまかしている）、「二度とギャグマンガには出ない」と言い残した。

則巻アラレ
『ドラゴンボール超』で競演。Dr.マシリト（の幽霊）に唆されて「アソビタインX」を飲まされて暴走状態になった彼女と対峙するが全く歯が立たず、「このデタラメな強さは恐らくギャグ漫画のキャラだ」と発言、その後「バトル漫画の戦い方のままではらちが明かない」とUFOが来たと嘘をついて不意打ちを食らわせるも、アラレのキックと頭突きで遥か彼方に吹き飛ばされた。ラストシーンでは、断崖絶壁に生える木の枝に引っかかっているベジータが「二度とギャグ漫画のヤツとは闘わん!!」と締め括っている。

### ゲームでのベジータ
初登場は『ドラゴンボールZ 強襲！サイヤ人』から。同作では最終ボスを担当している。戦闘力は原作同様18000、大猿化すると70000。連載当時に発売された『ドラゴンボールZ』のRPGシリーズでは、開発スタッフがベジータを「勝手なヤツ」と意図し、仲間になってもオート操作もしくは勝手な行動をとる特性があり、単独行動時以外はずっとオート操作である。このためファンの子供から「ベジータを勝手に動かすのは止めて下さい」と言われたという。スーパーファミコンゲーム（以下「SFC」と表記）『ドラゴンボールZ 超サイヤ伝説』ではマニュアル操作ができるものの戦う気がない素振りを見せたり、味方を盾にしようとするなど勝手な行動を取ることが多いが、2回連続攻撃を行ったり、稀に戦闘中に逃げる敵を追跡して倒すこともある。また、最終ボスである最終形態のフリーザを倒す際に条件を満たしてベジータが生き残っていると、超サイヤ人となって仲間を裏切り、隠しボスとして戦いを挑んでくる展開がある。
ゲームボーイ用ソフト『ドラゴンボールZ 悟空飛翔伝』では、地球襲来時のベジータの戦闘力は15000。大猿化しても数値は変わらない。
ゲーム『ドラゴンボールZ 舞空闘劇』には彼が主人公のifストーリーが収録されている。フリーザ編で「もしフリーザとの戦いで悟空ではなくベジータが超サイヤ人になったら？」というシーンからストーリーが始まる。
PlayStation 2、ニンテンドー ゲームキューブのゲーム『ドラゴンボールZ』ではナッパとの友情に厚かったらというifストーリーがあり、悟空に殺されたナッパの恨みを晴らした後に襲いかかろうとしていたヤジロベーに声を掛け仲間に誘おうとしたところ「あのサイヤ人みたいに死にたかない」という言葉に「ナッパのことかーっ!!!」と激怒して超サイヤ人へと覚醒する。
『Let's! TV プレイ ドラゴンボールZ×ONE PIECE バトル体感ゴムゴムのかめはめ波〜おめぇの声でおらを呼ぶ〜』ではエアロビキャンプのコーチとなり、プレイヤーと一緒に独自のエアロビクスを行う。
『レイジングブラスト』、『ドラゴンバトラーズ』、『ドラゴンボールヒーローズ』では超サイヤ人3に変身することが可能になっている。
『ドラゴンボールZ カカロット』では原作同様サイヤ人編の大ボスとして戦う他、フリーザ編以降は操作キャラクターの一人となる。キャラクターの性能としては気功系による攻撃が得意なキャラクターとなっている。超サイヤ人と超サイヤ人2への変身ができる他、DLC「新たなる覚醒」では超サイヤ人ゴッドや超サイヤ人ゴッドSSへの変身も可能になる。原作同様セル戦終了時に戦いから退く発言をするが、いなくなった悟空の代わりを務めようとする悟飯を見て怒り、もう戦わないという発言を撤回している。ゲーム内辞典「Z大全集」では、悟空が死んでから7年あまりの長い平和の日々でもトレーニングを絶やさず、超サイヤ人2の境地へとたどり着いたと解説されている。

## ベジータの主な技
原作で名前が付いている技はギャリック砲、パワーボール、ビッグ・バン・アタック、ファイナルフラッシュのみ。鳥山は「あまり技に名前を付けるのは好きではないが、大体そのキャラクターが考えそうな名前を付けており、ベジータはかっこつけて英語で名前を付けそう」と語っている。

### サイヤ人編で使用した技
衝撃波 / 汚い花火だ / ファイナルインパクト / フラッシュストライク / 汚い花火
指先から放った衝撃波で相手を爆発させる。天津飯に敗れた栽培マンを処刑した際に初使用。ゲームではキュイを葬った時の台詞をそのまま技名に採用した作品もある。

動けないサイヤ人など必要ない
相手を掴んだあと上空に放り投げる。

ギャラクシーブレイカー
気力を溜め、体から一気に解放する。原作では上記からの流れでナッパを処刑した。

スラッシュスイング
炎のようにゆらめくエネルギー波を放つ。悟空に対して使用。

ギャリック砲
気を溜めて全身をオーラで包んだ後、両腕を突き出して高出力のエネルギー波を放つ。ベジータ曰くかめはめ波と酷似しており、構えや技の性質も似ているが、手のひらと手の甲を重ねる構えや全身を包むオーラからエネルギーが放たれるなど細部で違いがある。
地球を粉々に砕くほどの威力があり、悟空にプライドを傷つけられたベジータは地球もろとも粉砕するため、この技を放ったが、限界を超えた悟空の4倍界王拳かめはめ波に撃ち返された。原作での登場は悟空戦のみ。劇場版『神と神』ではビルスに至近距離から撃ち込んでいた。アニメ版『超』では破壊神ビルス編でも使用した他、第6・第7宇宙破壊神選抜格闘試合のマゲッタ戦で使用した際は、酸素を奪われて呼吸がままならない状態であったため、撃ち負けた。さらにキャベ戦ではギャリック砲同士で互角の撃ち合いを見せた。合体ザマス戦ではトランクスと共に放ったが無傷に終わった。劇場版『ブロリー』では悟空のかめはめ波と同時に使用。漫画版『超』では銀河パトロール囚人編で初使用。モロ戦ではモロに喰われたため通じなかった。『DAIMA』でも技名こそ言わないが、この技の構えから気功波を放っている。
ゲーム版では大猿の時でも使用可能でこの時は「超ギャリック砲」と呼ばれている。また『ゼノバース』では通常のギャリック砲より強力な「地球爆砕ギャリック砲」や「スーパーギャリック砲」が登場している。
『ドリーム9 トリコ&ワンピース&ドラゴンボールZ 超コラボスペシャル!』でも、ゾロやゼブラと対決した時に使った。

パワーボール
特殊なエネルギー弾を出し「はじけてまざれっ!!」の掛け声と共に星の酸素と混ぜ合わせ膨張させることによって、サイヤ人が大猿に変身するために必要な「1700万ゼノ」以上のブルーツ波を照射する擬似的な満月を自力で作り出す。
この際ベジータは「限られたサイヤ人のみが作り出すことができる」と話している。また、パワーボールを作ると戦闘力が少し弱まる。
あくまで擬似的な満月を作る技であるため、この膨張したパワーボールを見れば、尻尾の生えたサイヤ人ならパワーボールを出した者以外でも大猿に変身可能である。

連続気功波 / 連続エネルギー波 / 連続エネルギー弾 / サイクロンブレス / メテオフラッシュ / 超連続エネルギー波 / 連続気功弾 / ファイナルブリッドアタック
弾幕を張るように大量のエネルギー弾を高速で打ち出す。先制攻撃や撹乱、追撃として使用、追い詰められたときにも使用する。悟飯に対して初使用。セル戦では効果を発揮しなかった。魔人ブウが同様の技を使用した際に悟空は「今のはベジータの技だ」と称した。アニメでは大猿悟飯にも使用。

全身からの衝撃波 / 爆発波 / 爆裂波（ばくれつは） / 超爆発波 / ずぁっ / ずあっ!!
気を大爆発させ、自分の周囲360度をすべて攻撃する。攻撃範囲がかなり広く、この技で悟空、クリリン、悟飯、ヤジロベーを吹き飛ばした。

気円斬 / エネルギーカッター / エネルギースラッシュ
気を円盤状のカッターに練り上げ、その物体を寸断する。悟飯を大猿から元に戻すために使用。劇場版では、コードで体を形成したクウラ（メタルクウラ・コア）の右腕をこの技で切断している。なお、ベジータはクリリンの放った気円斬がナッパの頬を掠めた際、「どういう技か見切れんのか」と漏らしていた。

口から気功波 / エネルギー波 / 超魔口砲 / 超ギャリックブラスター
大猿化した際に使用。口から発射する極太のエネルギー波。大抵の大猿がこの技を使える。元気玉を放とうとする悟空に使用して、不発に終わらせた。

### ナメック星編で使用した技
コズミックデスシャワー / 連続降撃弾
上空から相手に向かって連続でエネルギー波を放つ。ザーボンに対して使用。

必殺ボディブロー
相手の腹部へ拳を叩き込む。

ファイナルギャリックキャノン / ギャリックバースト / ギャリックスラスト
相手の腹に拳を突き刺し、その拳でエネルギー波を放つ。原作では上記からの流れでザーボンに止めを刺した。

強力エネルギー波 / ギガブラスター / ファイナルクラッシュ
両腕を大きく広げた状態で気が燃焼するように溜め、強力なエネルギー波を放つ。ナメック星でリクームに対し先制攻撃の際に放った。

デスニードロップ
両膝を相手の首に落とす。悟空に倒され、気を失っていたバータに止めを刺した技。

ジェノサイドブレイカー
相手の脇腹を手刀で砕き、エネルギー波で止めを刺す。この連続攻撃でジースを倒した。

ファイナルバーストキャノン
両手から気をためた強力なエネルギー波を放つ。ナメック星を破壊するほどの破壊力を秘めた技だが、最終形態となったフリーザに足蹴りで跳ね返された。

### 人造人間編で使用した技
アメイジングインパクト
相手を両足で蹴り上げた後、両手を組んで叩き落す。人造人間19号に対して使用した技。

ビッグ・バン・アタック
人造人間19号に放った技で、巨大な光弾を放つ。ギャリック砲以上の威力を持つ。なおゲームでは「ビッグバンアタック」と表記されることが多い。稀にエネルギー波として放たれることがある。アニメでは魔人ブウに使用したが、かわされた。劇場版ではメタルクウラ戦でも使っている。アニメ版『超』ではアニラーザに使用したが、片手で弾き飛ばされた。

フォトンボンバー
片腕に気功弾を作り、相手に投げつける。人造人間20号をおびき出すために使用したが、エネルギーとして吸収された。

アトミックブラスト
連続攻撃を繰り出し、上下逆さにエネルギー波を放つ。第2形態のセルに対して使用した連続攻撃。

ギャリックインパクト / スピリットブレイクキャノン
相手を蹴り落とし、立ったところに背後から気功弾を放つ。第2形態のセルに対して使用。

ファイナルフラッシュ
完全体セルに放った技で、技名を叫んだ技でもある。殺傷能力・貫通力に長ける。両手に気を集中して光線を一直線に放出する。作中で使用した際は、地球を破壊しないように範囲を絞り、セルの右半身を吹き飛ばすが再生された。アニメではセルジュニアに放っているが、あっさりと蹴り返された。『ドラゴンボールZ外伝 サイヤ人絶滅計画』でも暗黒惑星での戦いで3回使用。
アニメ版『超』では頻繁に使用している。マゲッタに対してはトドメの一撃で使用。この技そのもので決まってはいないが、爆発に乗じて一気に接近し闘技場を破壊して場外に落とし勝利を決めた。“未来”トランクス編でも、通常の状態でザマスに使用したがダメージを与えるには至らなかった。力の大会ではトリオ・デ・デンジャーズに悟空のかめはめ波と共に撃って全員を脱落させた。ジレン戦でも使用したが、1発目は超サイヤ人ブルー状態でもダメージは与えられず、2発目はエネルギー切れで撃つことすらできずに終わった。

マキシマムフラッシャー
右腕を後方に引いてから放つエネルギー波。自爆から復活したセルに対して使用。その後、連続気功波に応用したが、セルには効果がなかった。

### 魔人ブウ編で使用した技
ダッシュボム / ダブルギャリックキャノン
ダッシュで接近し、至近距離で両手からエネルギー波を放つ。この技でプイプイを倒した。

ダークインパクト
相手の攻撃を避け、両手からエネルギー波を放つ。悟空に対して使用。

アトミックブラスト / ビッグバンフラッシュ / バリオンレイ / ファイナルインパクト
魔人ブウに対して使用した技。貫通力が高く、当たっても爆発はせずに相手を貫く。

最終最後の技 / ベジータファイナルブラストボム / ファイナルスパーク / ファイナルエクスプロージョン / こなごなに吹っ飛ばす! / 自爆
自身を中心に広範囲のエネルギーを発生させる。強大なエネルギーを発生させるため、魔人ブウに使用した際には力を使い果たし、ベジータ自身も灰のようになって死亡した。再生能力を有する魔人ブウを完全に消滅させるために放ったが、それでも魔人ブウを消滅させるには至らなかった。
『ドラゴンボールGT』では悟空が超一星龍に使おうとしたが、ベジータ本人に止められた。劇中に技名はなく、「最終最後の技」以外の技名は全てゲームより。
アニメ版『超』ではトッポに対して使用。この頃には超サイヤ人ブルーの限界を超えたパワーによって、ベジータの体が技に耐えられるようになっており、ほぼ全ての力を使い尽くしたものの命までは失わず、トッポを脱落させることに成功している。

インフィニットブレイク
左右のパンチから膝蹴り、最後にパンチで相手を吹き飛ばす。魔人ブウ（純粋）に対して使用。

### 『ドラゴンボール超』で使用した技
ナイアガラドロップ
アニメで使用。アッパーカットで相手を上空に吹っ飛ばし、連続攻撃で上空から地面に叩きつける。アッパーは破壊神シャンパ編でフロストに使用。地面に叩きつける連続攻撃は“未来”トランクス編でゴクウブラックに使用。

ファイナルフラッシュアタック
アニメの破壊神シャンパ編でマゲッタに使用。ファイナルフラッシュを放った後に追撃のパンチを喰らわす。

点数をつけるとすれば、30点てところだ!
アニメ版の未来トランクスとの手合わせで使用。相手を掴み、地面に叩きつける。

バリア
アニメの宇宙サバイバル編で使用。体の周りに気による障壁を作り、ラベンダの毒を防いだ。

ガンマバーストフラッシュ
漫画版で使用。合体ザマスに放った技。両手に気を集中してからエネルギー波を放射する。大幅に体力を消耗した超サイヤ人ブルーの状態でも合体ザマスの身体を粉々にするほどの威力があるが、不死身のザマスを倒すことはできなかった。ジレン戦でも悟空のかめはめ波に合わせ使用したが、ジレンに片手で対応され通じなかった。また、アーケードゲーム『スーパードラゴンボールヒーローズ』では超サイヤ人ゴッドSSや超サイヤ人ゴッドSS（進化）の必殺技として使われる。

スピリットの強制分離
漫画版で使用。ヤードラット星の長老ピバラから教わった技。ダメージを与えることで、合体や吸収を行った者からそれらを無理矢理はがすことができる。かつて悟空がヤードラット星で修行した際に覚えられなかった技でもある。応用として他者のスピリットを別の人物に分け与えることができる。
モロに使用した際は吸収された者に生命エネルギーが返還されたが、時間が経過しすぎている場合は返還されず、吸収によって死去した場合、生命力の強い種族だけが蘇生できた。

### 『ドラゴンボールGT』で使用した技
超（スーパー）ギャリック砲
ギャリック砲の強化版。実際に使用したのは、ベジータの体を乗っ取り大猿に変身したベビー。ゲームオリジナル要素として、大猿ベジータの究極技としても使用でき、父である大猿ベジータ王も片手で使用する。『ゼノバース』ではベジータの究極技として登場した。

ファイナルシャインアタック
ベジータの新技で、片手あるいは両手でエネルギーを溜めて放つ光線。両手で放つ場合の構えはファイナルフラッシュと同じである。光線は極太で緑、あるいは青緑のような色をしている。ゲームでは超サイヤ人4状態のみ使用可能。
初披露の超17号戦では通用せず、超一星龍戦では悟空とともに超サイヤ人4の状態で、かめはめ波と同時攻撃をしたが、全くダメージを与えられなかった。超サイヤ人4が解けた後も、マイナスエネルギーパワーボールを食い止めようと撃とうとしたが悟空に止められ、超一星龍に至近距離から撃とうとしたが、ドラゴンサンダーをくらって止められた。

残像拳
すばやい動きで残像を残し、相手に自分の位置を誤認させる。超一星龍戦にて、再びフュージョンするため悟空から持ちかけて使用し、超一星龍の目を完全にくらませた。

### 劇場版で使用した技
ブレイブパニッシャー
連続攻撃を繰り出し、最後に2発のエネルギー弾を放つ。劇場版第11作目『燃えつきろ!!熱戦・烈戦・超激戦』で伝説の超サイヤ人に変身したブロリーに対して使用。

サイクロンシューティング
指先からエネルギー弾を連続で放つ技。劇場版第9作目『激突!!100億パワーの戦士たち』で1体目のメタルクウラにとどめをさす際に使用した。

### 変身
大猿化
サイヤ人の特性で尻尾がある状態で満月もしくはエネルギーを織り交ぜて作り出したパワーボールを見ると変身し、戦闘力が10倍にアップする。
超サイヤ人
フリーザの地球襲来から人造人間出現までの3年間の間に、かつて悟空がナメック星に行く際にしていた以上の重力修行を繰り返す中で自分の限界に気付き、自分への怒りにより目覚めた。髪が逆立ち金色に染まり、戦闘力が通常時よりはるかに増す。
超サイヤ人第2段階
人造人間との戦いの後、超サイヤ人のさらなる可能性を模索し、精神と時の部屋でトランクスとの修行を経てパワー、スピードを格段に上昇させた姿。セル第二形態を圧倒する強さを見せ、自らでこの形態を「超（スーパー）ベジータ」と呼んだ。なお、この時既に超サイヤ人第3段階にも変身できたようだが、デメリットが多いため作中では披露することはなかった。
超サイヤ人2
セルとの戦いで悟空が自らの命を犠牲にして地球を守ったことに最大の目標を失い消沈したものの、魔人ブウ編までの7年間に厳しい修行を積んだことで会得した。超サイヤ人を超えるほどのパワーを身に付け、体の周囲に稲妻のようなオーラを纏う。バビディにあえて洗脳されることで秘められたパワーを限界を超えて引き出されて戦闘力を大幅に上昇させ、この形態で超サイヤ人2の悟空とも互角に渡り合った。
超サイヤ人3
『DAIMA』で魔人ブウとの戦いの後に修行したことで会得した。悟空やゴテンクス同様に髪が腰の辺りまで伸長していたが、髪は垂れない程度に伸びるだけであり悟空やゴテンクスとは異なる髪型になっている。
ベジータ本人はこの変身を悟空に問われた際「ウルトラベジータ1号」と名乗っている。
超サイヤ人4
ベジータが超サイヤ人4に変身した姿。大猿になっても理性を保つことが可能な超サイヤ人が変身できる最強の形態である。尻尾がないベジータは、ブルマの作った人工ブルーツ波発生装置を浴びて強制的に大猿へ変身、そのまま超サイヤ人4へと変身した。ベジータは元々大猿に変身しても理性を保つことができたが、昔は超サイヤ人に覚醒していなかったため、この形態に変身することができなかった。悟空と同様にこれまでの超サイヤ人とは異なるやや茶色い長髪、赤い体毛などが見られる。また、この形態のときは薄紫色の手袋と靴を装着している。ベジータの場合は元々が好戦的な性格であり、性格に大きな変化は見られない。なお、自由にこの形態への変身が可能な悟空とは異なり、ベジータは変身するごとにブルーツ波を浴びる必要がある。
ベジータはスタッフの中で悟空と表裏一体のキャラクターと捉えられており、最終回に向けてベジータをカッコよく描くという課題もあり、悟空が超サイヤ人4に変身するアイデアが決定した時点から、ベジータの超サイヤ人4と、2人のフュージョンも予定されていた。
超サイヤ人ゴッド
漫画版『ドラゴンボール超』の「“未来”トランクス編」で初披露。超サイヤ人3をも遥かに上回る変身であり、ゴクウブラック戦でこの形態に変身して、下記のブルーと比べて消耗が少ないというメリットを利用して一瞬だけブルーに変身するという戦術で戦いを優位に進めた。アニメ『超』でベジータはこの形態に変身しなかったが、劇場版『ブロリー』で変身していた。
超サイヤ人ブルー
『劇場版『復活の「F」』で初披露。
ウイスとの修行で超サイヤ人ゴッドの力をその身に取り込み、超サイヤ人ゴッドを超えた超サイヤ人に変身できるようになった。漫画版「破壊神シャンパ編」ではヒットとの戦いで超サイヤ人ゴッドの姿で戦いつつ、攻撃する一瞬だけブルーに変身することで溜め込んだブルーのパワーを解放するという作戦を披露。続く未来トランクス編では合体ザマスとの戦闘において超サイヤ人ブルーの完成形を会得した。
超サイヤ人ブルー進化
アニメ版『ドラゴンボール超』の「宇宙サバイバル編」で初披露。
悟空と共にジレンに挑んだ際に超サイヤ人ブルーの限界を超えたベジータ独自の進化を遂げた。ジレンに続けて破壊神の力を発動したトッポと対決し、この形態で勝利して見せた。この際に変身した姿に対し劇中では明確な名称は登場しなかったが、関連商品やゲーム作品などで「超サイヤ人ゴッド超サイヤ人・進化」と呼ばれている。なお漫画版ではトッポとの戦いで同様に進化を遂げるも外見の変化はなくオーラが洗練され形状が変わる。
我儘の極意
原作者の鳥山明がストーリーを手掛けた漫画版『ドラゴンボール超』の「生残者グラノラ編」に登場したベジータの進化形態。破壊神ビルスの下での修業で“破壊神の力”を体得したことで覚醒した。
ベジータはこの覚醒した姿を、悟空が体得した身勝手の極意に対抗して「カカロットが“身勝手”ならオレは“我儘”だ」と「我儘の極意」と名付けた。外見上の変化は、毛髪が赤紫色となって逆立ち襟足が若干伸びる。また、超サイヤ人3と同様に眼窩上隆起の発現に伴い眉毛が縮退、さらに眼の瞳孔は黒色のまま虹彩は紫色に変化。全身からは赤紫色の炎のようなオーラを発する。気の性質は神の気の中でも破壊神と同様の性質になり、悟空が体得した天使が得意とする身勝手の極意とは別系統の進化となる。その戦闘力は超サイヤ人ブルー・進化をも遥かに上回る。ベジータはこの形態について「本能のみに突き動かされる力には上限がない」と発言しており、闘争心を燃やせば燃やすほどその戦闘力は強くなるとのこと。破壊神特有の能力である“破壊”の力を使った攻撃も可能になり、触れるものを全て破壊するエネルギー弾を形成できる。
アニメ版『ドラゴンボール超』の「宇宙サバイバル編」では、第11宇宙の破壊神候補であるトッポが、これと似た破壊神の力を使う「破壊神モード」に進化を遂げている。

### ゲームで使用した技
ギャリックガンファイア
ゲーム『ドラゴンボールZ 超武闘伝3』で使用するメテオ技。肘打ちで真上に弾き飛ばした後、エネルギー弾を連続で撃ち込み、落ちてきた所をアッパーで吹き飛ばした後ビッグバンアタックでトドメをさす。

ルコラ砲
ゲーム『超ドラゴンボールZ』で使用。左右の手から交互に気弾を放つ。

ギャリックブレイザー
ゲーム『ドラゴンボールヒーローズ』のオリジナル技。超サイヤ人3ベジータの新技で、構えは異なるがビッグ・バン・アタックのような巨大な光弾を放つ。

ゴッドファイナルフラッシュ
ゲーム『ドラゴンボールヒーローズ』で超サイヤ人ゴッドSSのベジータが使用。構えはファイナルフラッシュと一緒だが、黄色と紫色の光弾を一つに合わせて攻撃する。

ファイナルブロー
ゲーム『ドラゴンボール ゼノバース』で超サイヤ人ゴッドSSのベジータが使用。目にも止まらぬ早さで突進し、強烈な一撃を繰り出す。

インフィニティダウンバースト
『ドラゴンボール ZENKAIバトルロイヤル』で超サイヤ人3のベジータが使用する。攻撃で上空まで吹き飛ばしたあと、陸に向かって蹴り飛ばし、気弾の連続攻撃を与える。また、特性が発動すると連続攻撃から派生してビーム状の気弾で攻撃する。

ビッグバンブレイザー
『ドラゴンボール ZENKAIバトルロイヤル』で超サイヤ人3のベジータが使用する。ビッグ・バン・アタックを乱れ撃ちして攻撃する。また、特性が発動すると派生して乱れ撃ち後に特大のビッグ・バン・アタックで攻撃する。

ライトニングバースト
ゲーム『ドラゴンボール ZENKAIバトルロイヤル』で超サイヤ人ゴッドSSのベジータが使用。電光石火のごとく高速ラッシュで相手を攻撃する技。

バーストギャリック砲
ゲーム『ドラゴンボール ZENKAIバトルロイヤル』で超サイヤ人ゴッドSSのベジータが使用。強化されたギャリック砲でチャージ可能。なお、この技を使用した時の台詞は『復活の「F」』でベジータがフリーザにとどめを刺そうとした際に言った台詞である。

アトミックフラッシュ
ゲーム『スーパードラゴンボールヒーローズ』でベジータ：ゼノが通常状態時および超サイヤ人の状態で使用する。アニメ『ドラゴンボールZ』で魔人ブウ（無邪気）に対して使用した攻撃で、気を溜めて貫通性のある気弾で攻撃する。

ダブルアトミックフラッシュ
『スーパードラゴンボールヒーローズ』のオリジナル技。超サイヤ人4のベジータ：ゼノが使用する。アトミックフラッシュとは違い、両手で放つ。

ゴッドファイナルフラッシュ
『スーパードラゴンボールヒーローズ』のオリジナル技。超サイヤ人ブルーの状態で使用する。

ドラゴンファイナルフラッシュ
『スーパードラゴンボールヒーローズ』のオリジナル技。超サイヤ人ブルーの状態で使用する。

ゼロ距離ギャリック砲
『スーパードラゴンボールヒーローズ』のオリジナル技。ベジータ：BRが超サイヤ人ゴッドの状態で使用する。瞬時に近付き、攻撃を加えたあとギャリック砲で攻撃する。

スーパーファイナルシャインアタック
『スーパードラゴンボールヒーローズ』のオリジナル技。ベジータ：ゼノが超サイヤ人4の状態で使用する。ファイナルシャインアタックよりも大きい光弾で攻撃する。

ギャリックスラスト
『スーパードラゴンボールヒーローズ』のオリジナル技。ベジータ：BR超サイヤ人ゴッド、通常状態時と超サイヤ人の状態で使用する。瞬時に近付き気功波の衝撃波を与える。

フルチャージファイナルフラッシュ
『スーパードラゴンボールヒーローズ』のオリジナル技。超サイヤ人ブルーの状態で使用する。

ギャラクシーブレイカー
『スーパードラゴンボールヒーローズ』のオリジナル技。超サイヤ人ブルーの状態で使用する。攻撃で吹き飛ばしたあと、体から爆発性のビーム状の気を放出する。

ファイナルアサルトブロー
『スーパードラゴンボールヒーローズ』のオリジナル技。超サイヤ人ブルー：進化状態時に使用する。連撃で攻撃して吹き飛ばす。

ランページインパクト
『スーパードラゴンボールヒーローズ』のオリジナル技。超サイヤ人ブルー：暴走状態時に使用する。攻撃で地面に押し込んだあと連撃を加え、最後に強烈な一撃を与える。

イグナイトストライク
『スーパードラゴンボールヒーローズ』に登場。超サイヤ人ブルー：暴走制御状態時に使用する。アニメ『ドラゴンボールZ』でベジータが魔人ブウ（無邪気）に対して使用した技で、連撃で相手を吹き飛ばしたあと、気弾で攻撃する。

龍拳
『スーパードラゴンボールヒーローズ』およびそれを題材にしたプロモーションアニメにて、ベジータ：ゼノが超サイヤ人4・フルパワー時に使用する。拳を突き出して黄金に輝く龍と化し、相手を貫く技。元々は悟空が劇場版や『GT』にて使用した技。本作では同じく超サイヤ人4・フルパワー状態の孫悟空：ゼノと「ダブル龍拳」として使用した。

## ベジータの戦闘力
作中におけるベジータの明確な戦闘力の数値は以下の通り。
地球襲来時：18000、180000（大猿時）
ドドリアが「あいつの戦闘力は18000がやっとだった」と語っている。原作では数値は示されていないが、大猿になると10倍の180000まで上昇する。ただし地球での戦いで大猿に変身した際はパワーボールを造ったこと、および悟空の3倍界王拳によりダメージを受けたことにより戦闘力が多少弱まっている。

ナメック星到着→ザーボン第1戦：24000
地球での傷が回復し、戦闘力が上昇。ドドリアのスカウターが計測。

ザーボン第2戦→リクーム戦：30000近く（書籍では30000）
ザーボン戦後にザーボン自らが治療したことにより戦闘力が上昇。原作ではジースがスカウターで計測し「20000近くまで上昇したぞ」というセリフを発している。
アニメ『ドラゴンボールZ』および『ドラゴンボール完全版 19巻』第2刷以降、集英社マンガ総集編シリーズ『DRAGON BALL総集編 超悟空伝 Legend11』では「30000近く」と数値が修正されており、『ドラゴンボール改』では「30000を軽く超えちまったぞ」に変更された。

リクーム戦後→フリーザ第1形態戦：250000（原作では数値は不明）
リクームとの戦いに敗れたあとに、悟空が与えた仙豆にて回復して上昇。原作では数値は不明だが、数値の設定は旧『ブイジャンプ』第1号（平成2年12月12日号）誌上で発表されている。ジースが驚愕し、フリーザの新型スカウターでも計測できなくなるほどにまで上昇した。
その後の正確な戦闘力の数字は不明だが、フリーザ最終形態との戦闘直前にはクリリンにわざと瀕死の重傷を負わされ、デンデに回復してもらうことでさらに戦闘力の上昇させている。この時点では第二形態のフリーザと互角に渡り合ったピッコロすら動きを捉えられない戦闘力となっていたが、最終形態となったフリーザには全く及ばすに敗れている。ナメック星編では主にサイヤ人の特性である死の淵からの回復による戦闘力の増加で戦闘力を上昇させていたが、それ以降は主に修行による戦闘力の上昇である。

## 服装
フリーザ一味開発の戦闘服（青いアンダースーツ、白い戦闘ジャケット、手袋、ブーツ）を着用。後に、カプセルコーポレーション製の戦闘服を着用。戦闘ジャケットはハイテク素材の超質ラバー製で、強固な防御力を持ちつつも軽く自在に伸び曲がるため、動きを妨げない。
幼少時
フリーザ一味の戦闘服を着用しているが、加えてマントを着けている。また、この時のジャケットの左胸には王族の紋章が刻まれている。原作には登場せず、テレビスペシャル『たったひとりの最終決戦』、劇場版『神と神』および『超』に登場した。

初登場時
戦闘服一式を着用。戦闘ジャケットは肩当てから腰垂れまで完備されているタイプのもの。『Z』では地球来襲前の初登場時とアーリア星上陸時、戦闘服全体の色が地球到着時と異なる。

ナメック星編
地球来襲時に着ていた戦闘服と同様のもの。ただし戦闘ジャケットは腰垂れがなく、上半身部分だけとなっている。
後にザーボン戦、リクーム戦で蓄積したダメージにより激しく破損したためにフリーザの宇宙船内で新調。しかしサイズの合うものがなかったため、旧型戦闘服を着用。戦闘ジャケットはタンクトップ状で、アンダースーツの色は濃紺である。ブーツは基本的に同じだが、原作で旧型戦闘服に着替えた直後やアニメでは後の人造人間編以降と同様のデザイン（つま先部分に模様）になっていたことがあった。

人造人間編
ブルマに頼んで作製させた戦闘服を着用。アンダースーツはハイネックとなり、色は青に戻った。さらなる軽量化を求めた結果、戦闘ジャケットの肩部のプロテクターが廃止されストラップ形状となり、旧型戦闘服をベースにしたものになっている。精神と時の部屋での修行後もブルマが持ってきた同タイプの戦闘服に着替えているが、ブーツはこれ以降つま先部分が黄色、または黄土色かつ模様が入ったものになっている。

魔人ブウ編、劇場版『スーパーヒーロー』
戦闘ジャケットは着用していない。上半身がノースリーブ状になっている濃紺のアンダースーツに、白い手袋とブーツを合わせた姿。アニメでは『ドラゴンボールZ たったひとりの最終決戦〜フリーザに挑んだZ戦士 孫悟空の父〜』における幼少期にも、強化栽培マンとの対戦にて同様の服装をしている。また、劇場版『ブロリー』では悟空との修行シーンで着用している。

神と神編、“未来”トランクス編、宇宙サバイバル編、銀河パトロール囚人編
人造人間編と同じものを着用。破壊神選抜格闘試合が終わった後は再び着るようになった。また第69話ではスーツを着用し、第70話では野球試合でのユニフォームも着用している。銀河パトロール囚人編では胸に銀河パトロールのマークをつけられた。
ヤードラット星の長老・ピバラの下で瞬間移動の修行中は、ヤードラット星人の服を着用。

復活の「F」編、破壊神シャンパ編
戦闘服は旧型戦闘服と人造人間編の戦闘服を合わせたようなデザインに変更。アンダースーツの色は灰色になり、上半身部分のスーツが腰まで垂れるようになっている。また、胸にはウイスとの修行中にウイスから描かれた落書きがある（悟空も同様）。破壊神選抜格闘試合終了までこの服装である。
劇場版および漫画版『超』では戦闘服が変わった理由は明らかにされなかったが、アニメ版『超』で修行のためウイスと共にビルスの星に行く際、ブルマから新たに貰ったことが明らかになった。

劇場版『ブロリー』
ベースは人造人間編の戦闘服と同様だが、アンダースーツの色が青から濃紺になっている。

## ベジータの家系図
|  |  |      |      |      |      |      |      |  |  |          |          |          |          |          |          |  |  | ベジータ王（ベジータ三世） | ベジータ王（ベジータ三世） | ベジータ王（ベジータ三世） | ベジータ王（ベジータ三世） | ベジータ王（ベジータ三世） | ベジータ王（ベジータ三世） |            |            | ブリーフ博士 | ブリーフ博士 | ブリーフ博士 | ブリーフ博士 | ブリーフ博士 | ブリーフ博士 |        |        | ブルマの母 | ブルマの母 | ブルマの母 | ブルマの母 | ブルマの母 | ブルマの母 |        |        |        |        |  |  |
|  |  |      |      |      |      |      |      |  |  |          |          |          |          |          |          |  |  | ベジータ王（ベジータ三世） | ベジータ王（ベジータ三世） | ベジータ王（ベジータ三世） | ベジータ王（ベジータ三世） | ベジータ王（ベジータ三世） | ベジータ王（ベジータ三世） |            |            | ブリーフ博士 | ブリーフ博士 | ブリーフ博士 | ブリーフ博士 | ブリーフ博士 | ブリーフ博士 |        |        | ブルマの母 | ブルマの母 | ブルマの母 | ブルマの母 | ブルマの母 | ブルマの母 |        |        |        |        |  |  |
|  |  |      |      |      |      |      |      |  |  |          |          |          |          |          |          |  |  |                            |                            |                            |                            |                            |                            |            |            |              |              |              |              |              |              |        |        |            |            |            |            |            |            |        |        |        |        |  |  |
|  |  |      |      |      |      |      |      |  |  |          |          |          |          |          |          |  |  |                            |                            |                            |                            |                            |                            |            |            |              |              |              |              |              |              |        |        |            |            |            |            |            |            |        |        |        |        |  |  |
|  |  | グレ | グレ | グレ | グレ | グレ | グレ |  |  | ターブル | ターブル | ターブル | ターブル | ターブル | ターブル |  |  | ベジータ（ベジータ四世）   | ベジータ（ベジータ四世）   | ベジータ（ベジータ四世）   | ベジータ（ベジータ四世）   | ベジータ（ベジータ四世）   | ベジータ（ベジータ四世）   |            |            |              |              |              |              | ブルマ       | ブルマ       | ブルマ | ブルマ | ブルマ     | ブルマ     |            |            | タイツ     | タイツ     | タイツ | タイツ | タイツ | タイツ |  |  |
|  |  | グレ | グレ | グレ | グレ | グレ | グレ |  |  | ターブル | ターブル | ターブル | ターブル | ターブル | ターブル |  |  | ベジータ（ベジータ四世）   | ベジータ（ベジータ四世）   | ベジータ（ベジータ四世）   | ベジータ（ベジータ四世）   | ベジータ（ベジータ四世）   | ベジータ（ベジータ四世）   |            |            |              |              |              |              | ブルマ       | ブルマ       | ブルマ | ブルマ | ブルマ     | ブルマ     |            |            | タイツ     | タイツ     | タイツ | タイツ | タイツ | タイツ |  |  |
|  |  |      |      |      |      |      |      |  |  |          |          |          |          |          |          |  |  |                            |                            |                            |                            |                            |                            |            |            |              |              |              |              |              |              |        |        |            |            |            |            |            |            |        |        |        |        |  |  |
|  |  |      |      |      |      |      |      |  |  |          |          |          |          |          |          |  |  |                            |                            |                            |                            |                            |                            |            |            |              |              |              |              |              |              |        |        |            |            |            |            |            |            |        |        |        |        |  |  |
|  |  |      |      |      |      |      |      |  |  |          |          |          |          |          |          |  |  |                            |                            |                            |                            |                            |                            | トランクス | トランクス | トランクス   | トランクス   | トランクス   | トランクス   |              |              | ブラ   | ブラ   | ブラ       | ブラ       | ブラ       | ブラ       |            |            |        |        |        |        |  |  |

ベジータの父・ベジータ王はアニメ『ドラゴンボールZ』の登場人物。原作ではフリーザやベジータの口から「王」とのみ言われている。劇場版『ドラゴンボール超 ブロリー』でベジータが「ベジータ四世」、父であるベジータ王が「ベジータ三世」（「ベジータ王三世」）であることが明らかになった。『ドラゴンボールGT』最終回である第64話には、アニメオリジナルとしてベジータの100年後の子孫「ベジータJr.」が登場する。弟の「ターブル」はアニメオリジナル設定で登場していたが、該当作には劇場版『Z』や『GT』と異なり、鳥山明が原案と設定含めて制作に関わっているため、その後に本格的に鳥山が脚本を行い正史として制作された『ドラゴンボールZ 神と神』『ドラゴンボール超 ブロリー』でも存在が明確にされている。

## 補足
作者の鳥山は、「お好みの戦士を5人挙げて下さい」の質問に対して、クリリン、サタン、悟空、ピッコロと共に、ベジータの名を挙げており「僕は基本的に無口な方が、絶対カッコいいと思う」と語っている。連載終了直後の「好きなキャラクターは誰ですか?」の質問に対しては、「ピッコロが一番好きで、悟空はピッコロと同じぐらい好き。ベジータはそんなに好きではないが、ずいぶん助けてもらったキャラクター」と語った。また鳥山は、「ベジータとトランクスはちょっと女性ファンを意識して作った部分がある」と語っている。
鳥山は『ドラゴンボール』連載終了後に「ファンの期待を裏切るという意味で、読者からの『ベジータを殺さないで』という意見が多いとワザと殺したりした」と語っている。後年には「連載当初は嫌な奴、ただの悪役で悟空にやられて死ぬはずだったのに、予想外に人気だったので読者が怖くて殺せなくなって、書いていくうちに悪い奴なりの、ゆがんだ真っ直ぐさみたいなのが意外と面白いと思いました」と言っている。鳥山はベジータを、「まさかこんな変な髪型の奴が人気でると思ってなかったけど、好きなキャラクター投票で悟空より人気があったりして、自分でも意識して積極的に登場させるようになりました」と言っている。
鳥山はベジータを、「プライドが強くて、もっと強くなりたくて苦々しい存在というキャラクターがはっきりしているから、すんなり描けるし、いわゆるキャラが一人で動き出すような感じでした。ピッコロ、ミスター・サタンと同じく描いていて面白かったです」と言っている。
脚本家の小山高生は「ベジータはわがままで自分勝手で、真っ先に敵に向かってはやられてしまう。それを大まじめにやればやるほど、笑える存在になるため、自分の中ではギャグのキャラクターに近い」と述べている。また「それだけに、よけいにベジータを大まじめに描く必要がある。ちょっと悲しい永遠のナンバー2的存在」とも評している。
本作品の初代担当者である鳥嶋和彦は「悟空が大きくなって、（2代目担当者である）近藤裕の時にベジータが登場して、女性ファンが増えた」と発言している。ブルマを演じた鶴ひろみは、魔人ブウ編でベジータが自爆する際に、母を大切にするようトランクスに伝えた場面で「オンエアを見て泣きました。ようやく彼の気持ちが私に届いた」と語っている。
アニメでの初登場時は、原作での登場時点で配色が不明だったため、頭髪は茶色で戦闘服も違う色での登場だった。『ドラゴンボール改』では初登場時から黒髪と青色の戦闘服に再編集された。
子供のときの髪型は、原作の前日譚の『銀河パトロール ジャコ』と、原作の続編として作られた映画『復活の「F」』では、大人のベジータと同じ髪型。アニメでは、大人のベジータとは違う前髪が垂れ下がった髪型で『超』でも同じ。
地球来襲時の悟空戦およびフリーザ最終形態戦では、追い詰められた際に星ごと相手を抹殺しようとした。悟空は避ければ地球が粉々になることから「考えやがった」と発言しているが、自分がいる星を破壊すれば、自分も生きてはいけない。ただし、攻撃直後に星を消滅させる意図だったのかは不明。また、サイヤ人が宇宙空間に出たら死亡するという設定はサイヤ人自身からは明言されていない（悟空とフリーザの戦いの際、生存不可能とされている）。アニメでは、アーリア星を宇宙空間から破壊するシーンや、フリーザの残党と空気のない（空が宇宙空間）小惑星で戦うシーンがある。漫画版『ドラゴンボール超』の銀河パトロール囚人編では宇宙空間でも活動可能なモロとの戦闘中に「ここから先の宇宙空間にオレたちサイヤ人が行けば死んでしまう」とベジータ本人が明言している。
悟空のことは常に「カカロット」と呼ぶが、一度だけ「悟空」と呼んだ（ただし、間接的であり、本人には直接言っていない）。また、トランクスにサイヤ人は自分と悟空と悟飯しかいないと教えた時には「ソンゴクウ」と呼んでいた。
作中で「バーゲンセール」という言葉を口にしているが、鳥山明は「さすがにバーゲンセールに行ったことはありません。たまたま見たテレビのニュースかコマーシャルで知ったものと思われます」と語っている。
ナメック星編の時期に行われた鳥山明の漫画全般を対象にしたキャラクター人気投票では第2位、セル戦時に行われた人気投票では第4位、魔人ブウ編時に行われた投票では第2位にランクインしている。

### 堀川りょうとベジータ
ベジータを演じた堀川は、悟空が正義の味方として成立するには、それに匹敵する重厚な悪が必要と判断し、ベジータが使用する二人称を「貴様」を中心にするなど、安っぽい悪にならないように演じた。そのためアニメでは原作に比べて、上記のような口調の変更がなされている。敵として登場したことから、堀川は初登場の時に「数話の程度で死ぬだろうと思っていた。まさかレギュラーになるとは思いもよらなかった」という。フリーザ戦で死亡したときには「もう出番はない」と思ったという。
堀川はベジータについて「常に悟空ではなく己と戦っている、本当の意味でのプライドの高い人。単なるおぼっちゃんや王子ではなく、ガッツがある人」、「演じる側として意外性がどんどん見えていい。人間は環境や付き合う相手によって変化していくし、そもそも絶対的なキャラクターなんていない。だから心理的な変化は当然あると思う」など語っている。
また堀川は、「ベジータを好きになった瞬間は重力室で修行をするシーンで、自分の中でキャラが出来上がってきた時でもある」と語っている。他にも「ベジータのいいところは一本気なところで、一言で言えばピュア。いい意味でも悪い意味でも純粋で、目標に向かってまっしぐら」、「今までは自分以外の全てを否定していた男が、初めて他人を肯定して、そこで人間的に大きく成長した。そうやって他の人を認めることができたから、もっと強くなれたんだろうし、原作の終盤に出てくる台詞にもつながっていくと思う」など語っている。
一番好きなシーンは「自爆前にトランクスを抱っこして、『ブルマを大切にしろよ』と言うところ」で、「ああいう台詞でブルマへの愛情を表現するのが鳥山先生らしくていい」と堀川は語っている。また、「お前がナンバーワンだ」のモノローグと「サイヤ人の手で…」と語るところも好きなシーンとして挙げている。これについては「他人を認めることができるようになったっていうのが、ベジータの成長したところだと思う」と語っている。他にも、劇場版『復活の「F」』でベジータがフリーザに実力で初めて勝ったシーンは「あれは気持ちよかった」「圧倒的な力の差があるという描き方が個人的にすごく嬉しかった」と語っている。

### テーマソング
ベジータ様のお料理地獄!!
歌:堀川亮（ベジータ） / 作詞:岩室先子 / 作曲:岩崎文紀 / 編曲:岩崎文紀
内容はベジータがお好み焼きを作るというもの。いつもとは違う一面のベジータの声が聴ける。

恋のNAZONAZO（dedicated to BULMA & VEGETA）
歌:KUKO、トリッキー白井 / 作詞:岩室先子 / 作曲:清岡千穂 / 編曲:山本健司
ブルマとベジータのテーマソング。

愛はバラードのように〜ベジータのテーマ〜
歌：大矢晋 / 作詞:森雪之丞 / 作曲:林哲司 / 編曲:林有三
劇場版『復活のフュージョン!!悟空とベジータ』公開時期に製作された曲。内容は地球のために戦う悟空の姿を「馬鹿な奴だと思ってた」はずが、自分もそうなりつつあるという心境を歌ったものである。

Saiyan Blood
歌:堀川りょう（ベジータ） / 作詞:山田ひろし / 作曲・編曲:山本健司
サイヤ人のプライド、ポリシーを表現された歌。『ドラゴンボール改』第41話で使用された。

BELOVED BLUE
歌：堀川りょう / 作詞：未公表 / 作曲：未公表
『【堀川りょう】と一緒に「ベジータのイメージソングを作ろう」キャンペーン!!』クラウドファンディングで製作された曲。クラウドファンディングの募集期間は2021年4月27日から2021年7月26日。完成したクラウドファンディング限定CDの郵送は2021年9月下旬に行われた。

### TVCMなどでの登場
『ドラゴンボール』関係のCMやプロモーションで驚き役にされている。
- ギニュー、フリーザとともにゲーム画面を見て驚く（『ドラゴンボールZ 超悟空伝 -覚醒編-』CM）。
- 悟空と「グミくれよ!（後に「グミをよこせ!」）」と叫び死闘を繰り広げる（『ドラゴンボールグミ』のCMより）。
- 悟空の解説にいちいち驚く（『ドラゴンボールZ3』プロモーションビデオより）。
- ニンテンドーDS登場を待っていたかの発言をし、「オレにも遊ばせやがれー!」と叫ぶ（『ドラゴンボールZ 舞空烈戦』のCMより）。
- 子供にデータカードダス勝負を挑み、負ける（データカードダス『ドラゴンボールZ』のCMより）。
- 「野菜野菜ってサイヤ人みたいな名前しやがって!」と言いながら降ってくる野菜にパンチとキックをする（『カップヌードル ベジータ ソテーキャベツ&ベーコン味』のCMより[94]）。
- 東芝冷蔵庫「VEGETA」2018年度版CMでは、「極意など全て越えてやる!!」と言い悟空と闘う。

この他に「鳥山先生と勝負だ!」と銘打たれた読者参加型のコーナーでボウリングをしているが、結果はガター。また、ジャンプマルチワールドのパンフレットの4コマで悟空とスーパーファミコンのゲームをして勝利し大喜びしていて、負けた悟空は悔しがっている。

### ゲーム
2022年8月に『フォートナイト』に孫悟空、ブルマ、ビルスと共にアイテムショップに登場した。